# Давньовірменська історіографія

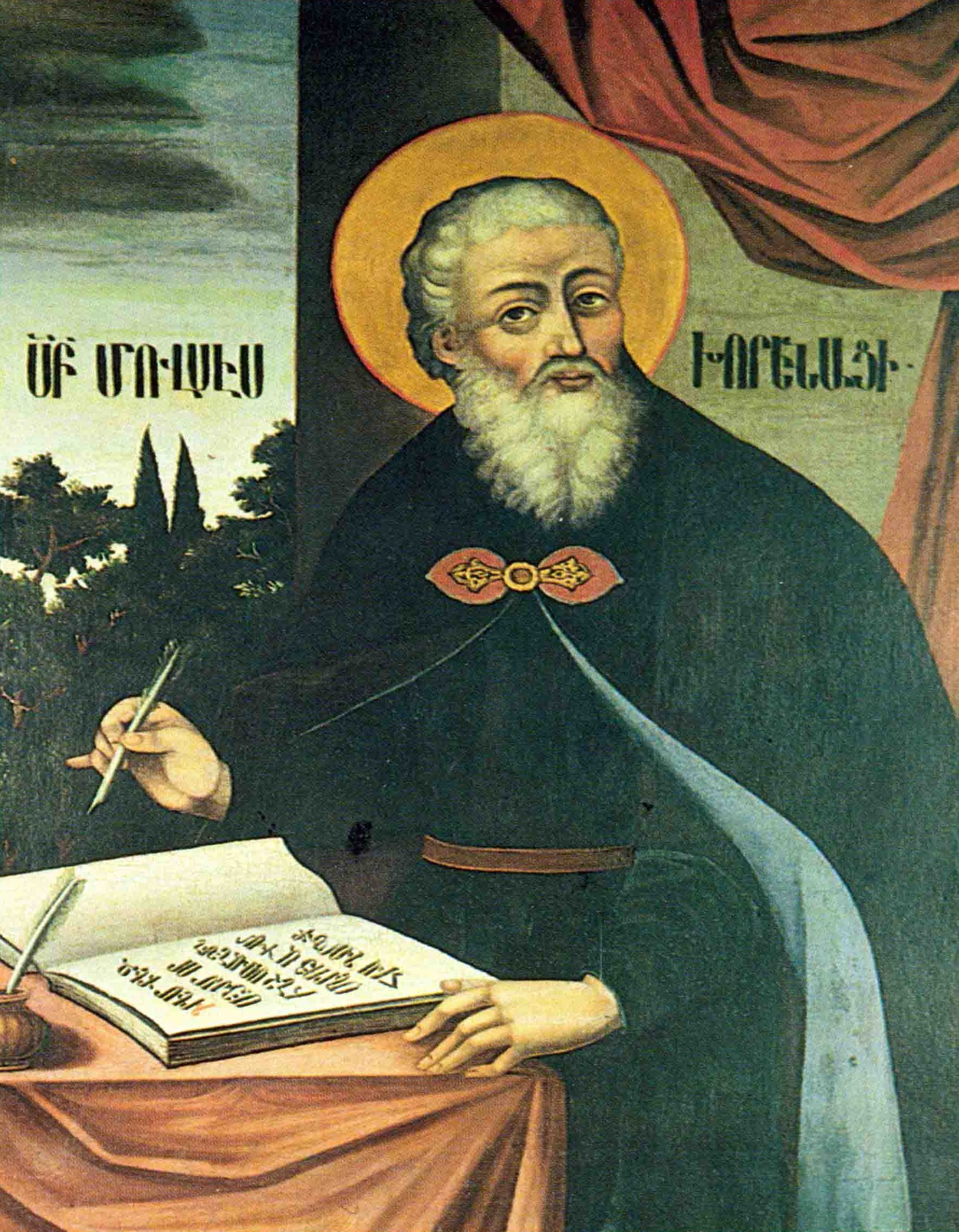
Мовсес Хоренаці — «батько вірменської історіографії». Худ. Ховнатан Ховнатаньян, XVIII століття

Давньовірменська історіографія — сукупність робіт вірменських авторів V—XVIII століть (літописів, хронік, інших джерел), присвячених історії власне Вірменії, що вміщають опріч того численні звістки про сусідні держави і регіони: Південний Кавказ, Візантія, Близький та Середній Схід. Виникла на схилі античності вірменська історіографія займала панівне становище у вірменській середньовічній літератері. 
Періоди спаду й підйому культурної активності у Вірменії завжди резонували зі змінами у політичному стані. Найбільш раннє повідомлення про створення історичного оповідання відноситься до I століття до н. е.. З самого початку виникнення вірменської писемності нагальним завданням стало запис, пояснення і збереження історії вірменського народу, а V століття стало «Золотим століттям» національної літератури. В цей час виникає концепт безперервної та унітарної історіографічної традиції, коли автори починали свою оповідь там, де зупинилися їх попередники. В середині VI століття була створена вірменська ера літочислення. З VII століття, починаючи з арабського завоювання, у деяких істориків намічається тенденція створення географічно і хронологічно більш універсальних історій, зароджуються жанр хроніки та історична географія. Новий підйом історіографії охоплював період X—XIV століть, і в першу чергу це пов'язано з відновленням монархії в особі Вірменського царства Багратидів і Кілікійської вірменської держави. У XIV столітті історіописання вступило в смугу занепаду, пов'язаного з навалою татаро-монгольських племен і мамлюцьким вторгненням, яке тривало більш двох століть, протягом яких не було створено серйозних історичних праць. Історична література цього періоду представлена головним чином дрібними хроніками та пам'ятними записами рукописів. Історіографія знову відродилася в XVII столітті. Останнім великим представником вірменської середньовічної історіографії і попередником сучасної історичної науки вважається Мікаел Чамчян, автор 3-томної «Історії Вірменії» (1784-1786).
Починаючи з V століття вірменська історіософія розглядала власну історію як продовження біблійної історії вибраного народу: випробування вірмен не що інше, як божественне покарання, в кінці якого буде повернення божественної благодаті. Більшість вірменських істориків вважали, що їхні твори мають як моральну, так і інформативну ціль: історія це запис Божого провидіння і читач повинен наслідувати приклади доброчесної поведінки. Роберт Томсон вважає Агатангелоса, Єгіше і Мовсеса Хоренаці трьома основними авторами, які «визначили ставлення вірмен до свого місця у світі». Після появи ісламу в VII столітті різкої зміни в концепції історіописання не сталося, і розуміння мети історії залишилося колишнім. В кінці IX століття відновлення вірменської держави підтвердило історіософію Гевонда, який передбачив можливе звільнення Вірменії від мусульманського правління. Проте вже з другої половини XI століття завданням істориків стало осмислення в контексті історіографічної традиції втрати незалежності і наступних сельджуцьких завоювань. До середньовіччя основні особливості вірменської історіографії були сформовані. Більш пізні автори могли спиратися на давні традиції про походження вірмен, про їх індивідуальну християнську спадщину з її акцентом на єврейські паралелі, а також на рамки і цілі історіографії. 
Праці вірменських істориків і хроністів містять багаті відомості про суміжні держави, регіони і країни, з якими контактували вірмени.
Існують декілька версій періодизації давньовірменської літератури. Бахчинян поділяє стародавню та середньовічну вірменську літературу на такі 4 етапи: V—IX століття—X-XII століття, XIII—XVI ст., XVII—XVIII століття.

## Вивчення

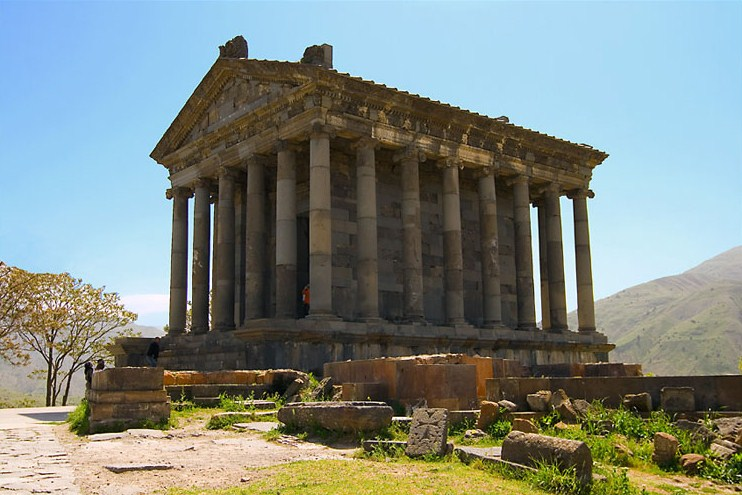
Храм Ґарні, I століття н. е.

На думку М. Дьяконова і О. Кудрявцева, в III—I ст. до н. е. у вірмен існували особливі тайнописи, якими писалися храмові книги і літописи. Інші фахівці, навпаки, відкидають концепцію існування літератури вірменською мовою у дохристиянський період. Так, на думку Роберта Томсона, вірмени були знайомі з класичною культурою задовго до V століття нашої ери, однак література вірменською мовою почала свій розвиток доволі пізно. Політична і соціальна індивідуальність Вірменії та вірмен сходить до часів Давньоперської імперії (VI—IV століття до н. е.), але їхня література, яка йшла пліч-о-пліч з культурною революцією, викликаною перетворенням Вірменії, була продуктом християнських часів. Томсон зазначає, що вірмени були відомі в університетах грецькомовного світу як вчителі та науковці, а цар Артавазд II, що жив у I столітті до н. е., мав репутацію автора п'єс і історій грецькою мовою. За повідомленням Плутарха твори Артавазда в його час все ще зберігалися: «...Артабаз навіть складав трагедії і писав промови та історичні твори, з яких частина збереглася». Німецький історик А. Г. Геєрен висловив гіпотезу, що історичний твір вірменського царя міг бути джерелом Плутарха для написання деяких частин його історії, зокрема для життєпису Красса, його східного походу і битви при Каррах. Не заперечуючи такої можливості В. Тарн вважав, що Артавазд навряд чи володів історичним мисленням. Судячи за даними, наявними у Мовсеса Хоренаці, історіографія у Вірменії, крім царського двору, створювалася також в язичницьких храмах, у середовищі жерців. Храми і жрецтво грали величезну роль в економічному, суспільному та особливо культурному житті Стародавнього Сходу та елліністичних держав. Храми були центрами розвитку культури, зокрема науки та літератури. Жрецтво прагнуло монополізувати літературну діяльність у державі. Відоме ім'я ще одного автора дохристиянського періоду. Хоренаці згадує храмові історії, складені Олюмпом, жерцем в Ані, місця святилища Арамазда, і порівнює їх з книгами персів і вірменськими епічними піснями: «Про це, як і про багато інших речей, про які нам належить ще розповісти, достовірно оповідає нам Олюмп, жрець з Хані, автор храмових історій; про це свідчать також перські книги і пісні вірменських казок». Згідно з Мовсесом, у II—III століттях Вардесан вивчав ці історії і переклав їх сирійською мовою. Джеймс Рассел вважає, що історик храму Ані міг бути місцевим жерцем з грецьким ім'ям, як і його колеги в Лідії. Історія Олюмпа охоплювала період від Єрванда IV до Арташеса I.

## Історіографія V—IX століть

### «Золотий вік»: становлення історичних ідеалів

Велика Вірменія в I—IV століттях, за картою-вкладкою до II тому «Всесвітньої історії» (М., 1956) (Заштриховані землі Великої Вірменії, що відійшли від неї до сусідніх держав після розділення в 387 році). У центрі Марзпанська Вірменія V—VII століття

Як зазначає Джеймс Говард-Джонсон, Вірменія в пізній античності була важливим компонентом Закавказзя. Займаючи велику географічну зону, вірмени були більш значущою силою, ніж їх північні сусіди, ібери і різноманітні народи Кавказу, а на сході вони втягнули у свою культурну орбіту албанців. IV—V століття були сповнені доленосних для вірмен політичних і культурних подій. На початку IV століття Велика Вірменія прийняла християнство як державну релігію. Поява західної орієнтації, заохочуваної церквою, означала категоричну зміну світогляду. Формувальний етап історіописання після прийняття християнства ознаменувався радикальною переорієнтацією мети і способу увічнення та інтерпретації історії. У 387 році Вірменія була розділена між Римом і Персією, причому більша її частина відійшла до останньої. У 428 році на прохання вірменських нахарарів сасанідський шахіншах скасував васальне від нього Вірменське царство, і країна надалі керувалася марзпанами, призначуваними шахіншахом. Сасаніди, що дотримувалися маздаїзму, намагалися нав'язати свою релігію нещодавно християнізованим вірменам, але після Аварайрської битви 451 року і війни 484 року останні зуміли забезпечити свою релігійну автономію в межах Перської імперії. Приблизно протягом сторіччя після офіційного прийняття християнства вірмени все ще покладалися на грецьку і сирійську версії Біблії та інших релігійних книг. З метою перекладу Біблії проповідник християнства Маштоц близько 406 року створив вірменський алфавіт, однак дуже скоро процес переріс у великий перекладацький рух, а вже в середині століття почали створюватися перші оригінальні праці. Створення алфавіту практично було частиною процесу християнізації країни. На тлі складних політичних умов V століття стало «Золотим століттям»вірменської літератури, а в другій його половині історіографія досягла свого найвищого розквіту. З'явилася помітна кількість історіографічних робіт, визначилися основні особливості історичної прози. Бурхливий розвиток літератури відразу після винайдення писемності Роберт Томсон пояснює знайомством вірмен з культурою пізньої античності і підтримкою вищої влади. Важливою подією для подальшого розвитку історіографії стали переклади «Церковної історії» і «Хроніки» Євсевія Кесарійського вірменською мовою. Згідно з Томсоном, «Церковна історія» запропонувала модель написання історії в християнському контексті, а «Хроніка» була основним джерелом пізніших знань про імперії стародавнього світу. Починаючи з Мовсеса Хоренаці, історики покладалися на «Хроніку» Євсевія не просто як джерело інформації про невірменський світ, але як на схему, в якій історія Вірменії мала своє законне місце. Таким чином, стало можливим помістити стародавні усні перекази про походження вірменського народу в моделі світової історії і продемонструвати старовинність Вірменії як окремої та індивідуальної нації. Поряд з цим релігійна боротьба протягом V століття залишила глибокий відбиток на історіографії і мотив відданості батьківщині і християнству ранніх класичних істориків став частиною вірменського історичного мислення. Згідно з Тарі Л. Ендрюс, вірменські історії цього періоду написані з позиції земель в межах Перської імперії та мало говорять про їх відносини з римським світом. Французький вірменіст Жан-П'єр Мае характеризує доарабську вірменську історіографію як біблійну, національну, унітарну і маміконянівску, тобто зосереджену навколо ведучої знатної родини у країні після падіння Аршакідського царства. До числа істориків до золотого століття вірменської літератури традиційно належать Корюн, Агатангелос, Єгіше, Фавстос Бузанд, Лазар Парпеці і Мовсес Хоренаці. 
Першою відомою оригінальною історичною працею, написаною вірменською мовою, є твір учня Маштоца вардапета Корюна «Житіє Маштоца», в якому автор описав життя свого вчителя, історію винаходу вірменського письма, відкриття перших шкіл і зародження літератури. «Житіє Маштоца» написане між 443-450 роками. У своїй філософії історії Корюн розглядає Біблію, і, зокрема, Старий Завіт, як документ історії богообраного народу. Згідно з ним, із появою християнської епохи історія нового богообраного народу це історія християн і, зокрема, вірмен. Як зазначає Жан-П'єр Мае для Корюна після хрещення історія вірмен має ту ж цінність та законність, що й Святе Письмо. 

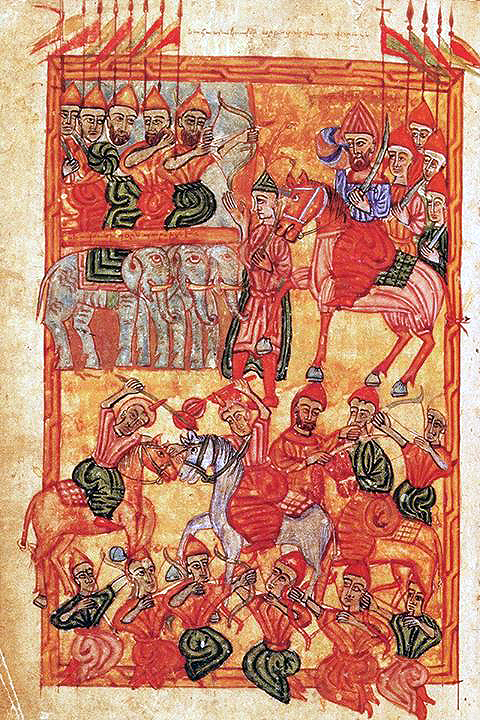
«Про Вардана і війну вірменську» Єгіше, рук. 1569 року

Корюн служив одним із джерел «Історії Вірменії» Агатангелоса. Книга написана в останній третині V століття і містить важливі відомості про соціальну структуру вірменського суспільства періоду царювання у Великій Вірменії Тірдата III, про прийняття країною християнства в якості державної релігії, діяльність Григорія Просвітителя і боротьбу проти давньовірменської язичницької релігії. В цілому охоплює часовий діапазон між 226 і 330 роками. Збережений донині текст є редакцією VII—VIII століть. Праця дуже рано була перекладена іншими мовами: у V столітті - грецькою, в VII—VIII століттях — арабською; збереглися різні версії в середньовічній латинській, ефіопській та слов'янській літературах. Агатангелос був першим у низці письменників, які встановили незгладимий відбиток на тому, як наступні покоління розглядали своє християнське начало. Солідарна взаємодія між церквою і державою, як показано у Агатангелоса, стала стандартним образом золотого століття, і впродовж століть різні історики і поети чекали відновлення свободи Вірменії.
Подібно до Агатангелоса історик Єгіше став іншим важливим автором для опису минулого Вірменії наступними вірменськими письменниками. Йому належить твір «Про Вардана і війну вірменську», в якому викладена історія Вірменії з 428 по 465 роки. Праця починається від часу падіння вірменської держави Аршакідів, включає події, що передували Аварайрскій битві 451 року, і відомості про час самої битви. Подібно до Корюна він приймає історіософію богообраного народу. Використовуючи великий спектр літературних джерел, зокрема Макавейські книги, Єгіше формує паралель між історією вірмен та євреїв, які воювали і гинули за релігійну свободу. Цю паралель між вірменами і євреями проводили й інші вірменські історики, за допомогою фіктивних генеалогий іноді намагаючись знайти фізичну спорідненість між двома народами. Проте, як зазначає оксфордський спеціаліст давньовірменської літератури Роберт Томсон, вірменські автори змогли намалювати потужні символи сталості ідеалу, як релігійного, так і національного. Єгіше вважає своєю справою не просто описати минуле, але й залишити пам'ятку славних справ для наслідування наступним поколінням, він пише про моральний обов’язок історика. Так, згідно з Говардом-Джонсоном, для Єгіше написання історії має моральні цілі — заохочення чесноти і засудження пороку це не тільки захист вірменської церкви, але, насамперед, вірменських традицій. 
Порівняно з Єгіше менший вплив мала історія Фавстоса Бузанда. Його «Бузандаран патмутюнк» збереглася частково, в ній відсутні перші дві глави про дохристиянську епоху. Книга написана приблизно в 470 році — в період підготовки повстання вірмен проти Сасанідів. Історик дає цікаву картину соціального і політичного життя періоду між 330-387 роками, починаючи від смерті царя Трдата до поділу Вірменії, охоплює дані про римсько-вірменські і вірмено-перські відносини. Історія Фавстоса демонструє, що християнське перетворення Вірменії було довгим і повільним процесом, який не був завершений на початку IV століття, є цінним джерелом даних про культурне життя нації в перехідний період. З «Бузандаран патмутюнк» виникає унітарність вірменської історіографії, коли історики починали свою оповідь там, де зупинилися їх попередники. Він починає свою історію з дати де переривається оповідь Агатангелоса, за висловом Тео ван Лінта Бузанд «будує свою роботу як цеглину в стіні будівлі вірменської історіографії».
Подібним чином Лазар Парпеці вважає свою історію продовженням «Бузандаран патмутюнк» хоча й критикує Фавстоса за його стиль і недостатню вченість. Історик усвідомлює, що пише в традиціях складеної історіографічної традиції, посилається на Агатангелоса і Бузанда як своїх попередників. Лазар вважає своїм завданням історичне упорядкування різноманітних подій минулого Вірменії. Його «Історія Вірменії», що складається з трьох частин, охоплює період з 387 року, першого розділу Вірменії, до кінця V століття, написани на рубежі V—VI століть, близько 500 року. Книга оповідає про повстання вірмен проти перського панування 449-451 і 481-484 роках, про відновлення вірменського самоврядування, своїми даними уточнює і доповнює роботу Єгіше. 

#### Створення першої загальної історії Вірменії: Мовсес Хоренаці

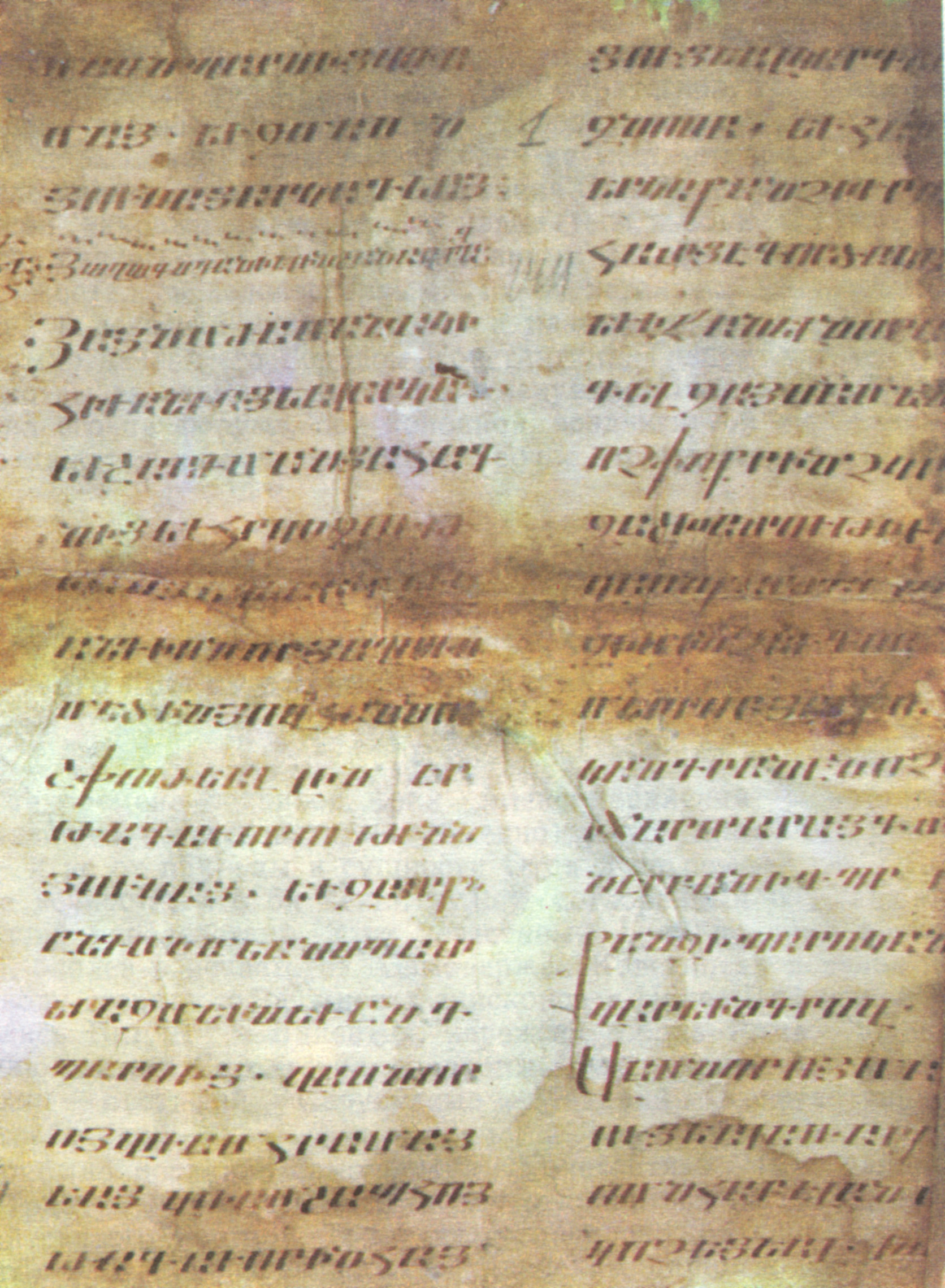
«Історія Вірменії» Мовсеса Хоренаці. Сторінка рукопису X—XI століть

Найбільшим істориком раннього класичного періоду вважається Мовсес Хоренаці, автор монументальної праці «Історія Вірменії». Згідно з панівною думкою, Хоренаці писав у V столітті. Ряд фахівців вважають його автором, що жив між VII—IX століттями. Так, наприклад, Говард-Джонсон відносить час його життя до початку VIII століття. 
Це перша загальна історія Вірменії, а її автор - перший вірменський історик, який детально розглядає мету та методи історичної праці. Хоренаці використовував велику кількість зовнішніх джерел. Одним з аспектів використання та адаптації Мовсесом широкого спектра грецької світської та церковної літератури стало запозичення в ораторів класичної давнини теми надійності, лаконічності і хронологічної точності. За методологією Хоренаці ці основи будуть гарантовані, коли історик порівнює свої джерела, а також враховує усні оповіді. Останні, однак, мають лише символічне, а не буквальне значення. Згідно Тео ван Лінтом, він, разом з Фавстосом Бузандом, є головним автором, який записав і зберіг фрагменти вірменської дохристиянської усної літератури. Шляхом включення вірменського легендарного матеріалу в рамки «Хроніки» Євсевія він ставить Вірменію в контекст історії стародавнього світу. Використовуючи «Хроніку» як модель, Хоренаці починає розповідь зі створення світу відповідно до описів Книги Буття. Згідно зі створеною ним концепцією, через Яфета і Фогарму генеалогія вірмен сходить до біблійного Ноя. У своїх трьох книгах він веде виклад починаючи з легендарних часів, розповідає про відому роль Вірменії між Парфією та греко-римським світом після Олександра Македонського, і про більш пізнью історію християнського часу. Свою грандіозну для того часу задумку історик здійснив блискуче, і хоча він не є першим за часом вірменським істориком, ще в X столітті був прозваний «батьком вірменської історіографії». 
Згідно з «Оксфордським словником Візантії», Хоренаці був першим вірменським істориком, який розробив чітко визначену філософію історіографії. На думку Роберта Томсона, разом з Єгіше і Агатангелосом він є одним з трьох основних джерел для розуміння вірменського погляду на минуле і традиційних цінностей відображених у літературі. На противагу Єгіше, Хоренаці орієнтований більше на світські чесноти. Згідно Говардом-Джонсоном, для Хоренці головна мета історії це запис великих справ для наслідування наступним поколінням. Разом з тим він не заперечує духовних цінностей і благочестивих вчинків, які можуть служити хорошими прикладами. Використовуючи «Юдейську війну» Йосипа Флавія як джерело, що описує роль Вірменії в історії римсько-парфянського конфлікту, разом з тим він використовує її як літературну модель, аналогічно конструюючи образ Вірменії як невеликої країни, де були здійснені великі справи гідні запису та популярності в усьому світі.
Хоренаці справив найбільший вплив на наступні покоління і був одним з найбільш читаних авторів у вірменському культурному середовищі. Упродовж усієї середньовічної епохи, за небагатьма винятками, історики дотримувалися концепції Хоренаці, який писав історію починаючи від Адама до свого часу, особливо демонструючи єдність історії створення світу і вірменського народу. Його прихильність до хронології та достовірності письмових джерел буде визначальною для вірменської історіографії протягом решти частини середньовічного періоду, а демонстроване ним славне минуле Вірменії в якості однієї з великих імперій давнини залишиться джерелом натхнення для наступних поколінь.

### Подальший розвиток історіографії

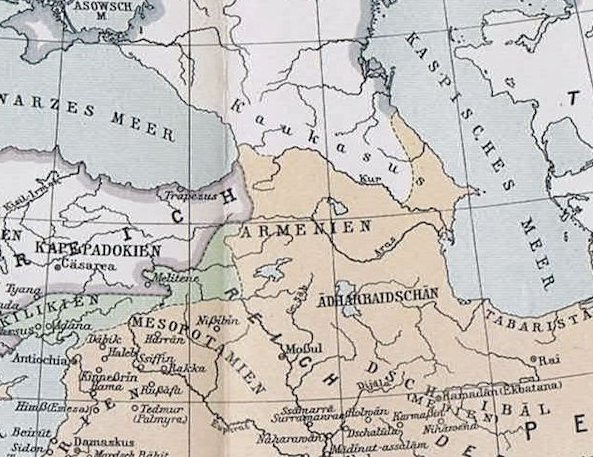
Вірменія у межах Арабського халіфату, близько 750 року

Протягом майже всієї другої половини VI століття Вірменія була ареною ірано-візантійської війни , а в 591 році, через майже два століття, вона знову зазнала поділу, коли імператор Маврикій отримав більшу частину сасанідської половини країни в обмін на допомогу, яку він надав молодому Хосрову II за його сходження на трон. У зовнішніх візантійських і сирійських джерелах часу вірмени фігурують в якості ключових гравців у війнах між римською та перською імперіями. Їхні солдати, з різних військово-політичних міркувань, разом з сім'ями свідомо були переміщені в різні райони Візантійської імперії, на сході була подібна політика і вони були зобов'язані надавати військову службу в походах шахів. Так утворювалися вірменські колонії за межами країни. З точки зору історіографії в VI столітті спостерігається деякий спад; з цієї епохи збереглася лише праця «Хронограф» Атанаса Таронаці. Автор дає важливі хронологічні вказівки, особливо з історії перших століть нашої ери. В якості історичних джерел Таронаці використовував праці історіографів V століття, тому його «Хронограф» набуває особливої важливості для складання критичних текстів вірменських історіографів попереднього періоду. Як і його попередники Таронаці вів виклад за правлінням царів, проте після 552 історики використовували вірменську еру літочислення.
Падіння Сасанідської імперії і встановлення арабської гегемонії у Вірменії приблизно в 650 році різко змінили політичний ландшафт. Покладаючись на гірські фортеці, глибоко вкорінену місцеву владу і на нову християнську релігію, яку вірмени ввібрали від римського світу в пізній античності для збереження своєї ідентичності і напівнезалежності, вони навчилися жити в межах нового ісламського світу. Джеймс Говард-Джонсон підкреслює постійне усвідомлення вірменськими істориками небезпечного становища своєї країни між великими державами — Римською імперією і Сасанідським Іраном. Однак події навколо Вірменії до VII століття згадувалися у них, тільки коли останні безпосередньо стосувалися Вірменії в цілому або окремих видатних вірмен. Згідно з Тарою Л. Ендрюс, потрясіння від арабського завоювання і, зокрема, захоплення Єрусалиму в 637 році, змусили вірменських істориків пояснити виникнення цієї нової сили, а також зусилля вірменських князів і релігійних лідерів, котрі прагнули досягти з ними примирення. Деякі їхні історії вимушено стали універсальними як у хронологічному, так і в географічному масштабах, на відміну від історичних праць V—VI століть, що мають тенденцію фокусуватися тільки на Вірменії. З розпадом старого світопорядку, який тримав Вірменію в балансуванні між двома великими державами — Римом і Персією, внаслідок виникнення ісламу, вірменським історикам стало необхідно розуміти джерела подій, які лежали за межами вірменського середовища, проте так чи інакше зачіпали його. Поява ісламу при цьому не призвела до різкої зміни вірменської концепції історіописання, зокрема розуміння цілей історії. З цього періоду в історіографії виділяються кілька особливостей такі як апокаліптичні уявлення, пророцтва, видіння і плач, хоча не всі з них однаково присутні в усьому історіографічному корпусі, а деякі існували й раніше. Створенням «Ашхарацуйца» зароджується історична географія. На тлі повної зміни світового порядку роль літератури і, зокрема, історіографії у справі опису і збереження особливої вірменської ідентичності була визначеною. Перед обличчям зростаючого тиску на звернення в іслам прихильність до християнської віри набула ще більшого значення в історіографічної традиції, підтримуваній дворянством і церковними лідерами.

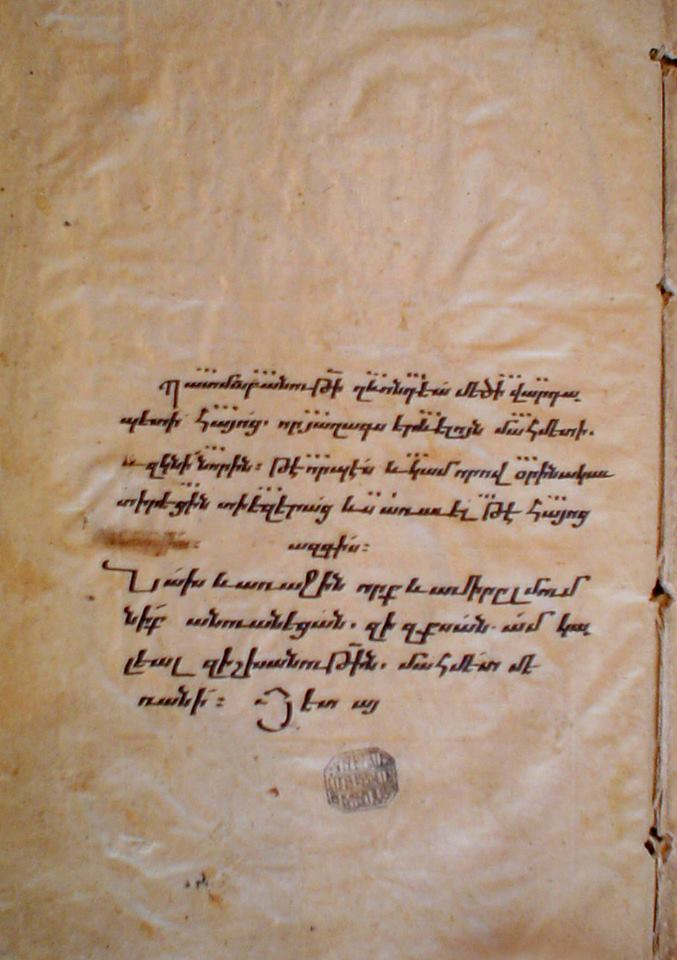
Сторінка з «Історії Халіфів» Гевонд

Проблема появи ісламу як нової сили вперше була розглянута у написаній у 50-60-х роках VII століття праці «Історія імператора Иракла» Себеоса, одного з найважливіших свідків арабських завоювань. Ряд дослідників називають його єдиним значним немусульманским автором які писали про початковий період арабської експансії. Себеос описує стан Вірменії в VI—VII століттях у більш широкому контексті візантійсько-сасанідського конфлікту. Його основна тема охоплює період царювання Хосрова II і ранню мусульманську експансію з підкресленням участі Вірменії на міжнародній арені. У книзі описуються перські походи візантійського імператора вірменського походження Іраклія I, містяться дані про появу арабів у Вірменії, про розпад Перської імперії і просування ісламу. Себеос вважає себе продовжувачем історіографічної традиції. У своїй історіософії він не зазначає явних цілей історії ймовірно з тієї причини, що вважав їх досить детально викладеними своїми попередниками. Він був першим у вірменській історіографії, хто висловив апокаліптичні ноти: звертаючись до пророцтва Даниїла про чотирьох звірів, історик інтерпретує їх як греків, персів, народи Півночі і мусульман, говорить про близький кінець світу. Себеос також перший автор, який звертає увагу на проблему, яка в майбутньому буде ставати все більш масштабною: доля вірменських громад за межами батьківщини.
На кілька десятиліть раніше апокаліптичні ідеї містила «Історія країни Алуанк» Мовсес Каганкатваці. Праця значною мірою компіляція з попередніх вірменських істориків. У X столітті була доповнена новими даними і перероблена. Робота, що складається з трьох книг, являє собою джерело інформації щодо суспільного ладу ранньосередньовічної Кавказької Албанії, Вірменії, Грузії, сусідніх племен і народів Кавказу, Візантії, Сасанідського Ірану і Арабського халіфату.
Ще одним істориком, що описує важку епоху арабського панування, був Гевонд, автор кінця VIII століття. Його праця «Історія Халіфів», написана незабаром після 790 року, починається приблизно там, де закінчив свою історію Себеос і доведена до 788 року. Останню частину оповіді автор написав як безпосередній очевидець. «Історія Халіфів» розповідає про встановлення арабського панування у Вірменії і численні вірменські повстання проти загарбників у 703, 748, 762 і 774-775 роках. Силове придушення цих повстань і гоніння на християн дозволило Гевонду передбачати звільнення Вірменії від мусульманського гніту, що протиставлялося песимістичній позиції Себеоса. Якщо Себеос пояснював встановлення мусульманської гегемонії над Єрусалимом і більшою частиною християнського Сходу гріховністю християн, порядністю і поміркованістю арабів, то Гевонд засновував свою позицію на угоді між католикосом Сааком III і арабським губернатором Мухаммедом ібн Марваном: поки мусульмани стримують обіцянку захищати своїх вірменських підданих і поважати їхню віру, Бог дозволить їм панувати над християнськими землями. 
Приблизно в цей же час написана «Історія Тарону» присвячена однойменній області історичної Вірменії. Стародавня частина цього складного твору спирається переважно на перекази, що свідчить про тривале існування у Вірменії дохристиянських звичаїв та їх залишків. Написаний простим стилем і близькою до розмовної мовою. Умовно складається з двох частин. Автор першої частини книги називає себе Зенобом Глаком і сучасником Григорія Просвітителя. Друга частина розповіді приписується Іоану Мамиконяну. В цілому вважається, що ці дві історії були складені одночасно у кінці VIII століття.
Хоча пізніші письменники не досягли класичного статусу Єгіше або Мовсеса Хоренаці, їхні роботи важливі не тільки як історичні джерела, але й як вираження вірменського культурного етосу.

### Церковна історіографія
За винятком «Спростувань лжевчень» V століття Єзніка Кохбаці, який крім грецьких філософів і маздеян розглядав також маркионитов, рання антагоністична література була спрямована на залишки дохристиянської віри. Ситуація змінилася після Халкедонського собору 451 року. Вірмени не схвалили його рішення, яке визнавало дві природи в особі Христа. Христологічну доктрину Вірменської церкви було розроблено в VI—VII століттях в соборах у Двіні і остаточно було сформульовано в 726 році в Маназкертському соборі. В ідеологічному відношенні вирішальним став також розкол між вірменською і грузинською церквами на початку VII століття, після чого Вірменська церква перейшла на відкрите спростування халкідонізму. Враховуючи переважну роль церкви в започаткуванні вірменської словесності у багатьох авторів виявляється акцентування на церковних справах. У цих роботах, які, як правило, вважаються історичними, розглядаються питання доктрини, церковного управління і протидії єретикам. У числі таких творів «Історія Ефеського собору» автора другої половини VI століття Абраама Маміконеїца. Опір вірмен намаганням греків до примусового церковного союзу займає важливе місце в роботах наступних VII—VIII століть. Вірмени не були одностайні у підтримці національної церкви. Багато з них підтримували доктринальну позицію Візантії і приіняли халкідонітство, а VII сторіччя стало епохою найвищого розквіту вірмено-халкідонітської церкви, коли вірменський патріарший престол зайняли три католикоси-халкідоніти. Збірник документів «Книга листів», що містить офіційне листування Вірменської церкви між V і XIII століттями, демонструє богословські погляди, підтримувані її лідерами, і не включає ніякого листування між 618 і 703 роками. Незважаючи на це, в більш пізньому грецькому перекладі збереглася церковна історія кінця VII століття, написана з халкідонської позиції — «Narratio de Rebus Armeniae» («Оповідь про справи вірменські»), вірменський оригінал якої був складений у колах вірмен-халкідонітів. Книга охоплює приблизно трьохсотлітній період IV–VII століть. Ендрюс звертає увагу на аспекти ідентичності у творі: «Narratio...» показує, що істинним вірменином залишається навіть той, хто вже відрікся від національної церкви. Томсон зазначає, що створення таких текстів демонструє усвідомлення вірменами тривалої і специфічно вірменської церковної традиції минулого. Протилежну, міафізитську точку зору відображає «Анонімна хроніка» з двох частин того ж часу. Тім Ґрінвуд приписує його Філону Тиракаці і вважає перекладом з грецької: це коротка загальна хроніка, близька до втраченої хронографії Анніана Александрійського і синоптична церковна історія. Тара Ендрюс допускає авторство Ананія Ширакаці. За словом Роберта Томсона з цього часу хронікальний жанр, в якому значущі події були перераховані в порядку дат, ставав все більш популярним. Лапідарні написи V—VI століть вірменською в Єрусалимі та його околицях вказують на присутність вірменських паломників і ченців з Кавказу. У творі «Про монастирі в святому місті Єрусалимі» Анастас Вардапет дає перелік сімдесяти вірменських монастирів Єрусалиму. Дослідники датують цю працю періодом між VI і VIII століттями, хоча деякі з них вважають повідомлену кількість монастирів перебільшеною.

## X—XII століття

### Історіографія епохи Багратидів

Вірменія в епоху Багратидів (885-1064)

У IX столітті ослаблення халіфату змусило перейти до більш гнучкої політики щодо Вірменії. Вже в другій половині століття в процесі боротьби проти арабського панування намітилися тенденції до об'єднання Вірменії в єдину державу. Коронацією у 885 році князя князів Ашота Багратуні царем вірменська державність знову відновилася, чим безпосередня загроза фізичного знищення була подолана. Реставрація державності добре усвідомлювалася середньовічними істориками, які розцінювали подію як відновлення Багратидами стародавнього царства часів Аршакідов. Роберт Томсон зазначає, що до X століття вже були написані основні ідеєтвірні історії, які вплинули на вірменське уявлення про своє національне призначення. Слідуючи моделі ранніх вірменських авторів, в історичних творах початку X століття оповіді все ще могли бути складені навколо дихотомії боротьби між нечестивим зовнішнім гнобителем і вірменським народом. Згідно з Тімом Ґрінвудом, до кінця X століття політичний контекст був настільки трансформований, що став необхідним новий підхід до минулого. Крах Аббасидського халіфату означав відсутність істотної або постійної загрози з боку могутньої нехристиянської держави в Месопотамії. Новим джерелом найбільшої загрози для вірменської ідентичності стала релігійна політика діофізитської Візантійської імперії, а не зороастризм чи іслам. Перш ніж приступити до більш широкого опису подій ближче до свого часу історики, як правило, давали короткий виклад більш ранньої історії Вірменії. Літературна модель історії від створення світу до сучасності була перейнята у Мовсеса Хоренаці. Наступне тисячоліття починалася звичайною для вірменських авторів політичною турбулентністю і тривогами релігійного характеру. Головними сховищами історичної пам'яті та інтелектуальної традиції були монастирі, розкидані по всіх регіонах і куточках країни. Протягом періоду X—XI століть вірменські царі з династії Багратидів сприяли розвитку писемної культури. Як зазначає «Британська енциклопедія», це був час розквіту вірменської культури, яка розвивалася більш безперешкодно, ніж будь-коли після V століття. Туманов характеризує цей час як «Багратидське відродження». Протягом 150 років, до остаточного занепаду Вірменського царства і подальшого турецького панування, в країну повернулося процвітання, а розвиток економічного життя приніс багато зримих змін — особливо зростання міст. У той же час ці економічні зміни не дуже вплинули на структуру вірменського суспільства.
Потужна історіографічна традиція підтримана в «епоху правителів Багратидів» призвела до створення нових праць як регіонального, так і національного масштабу. В кінці IX століття жив Шапух Багратуні, праця якого в даний час втрачена. Раніше ідентифікована як втрачена праця Шапуха Багратуні і видана анонімна історія, виявилася збіркою легендарних оповідань — переважно, про династії Арцруні, а не Багратуні, до яких відносився Шапух. У пізній період історія Шапуха Багратуні служила основним джерелом про піднесення сім'ї Багратидів. 
Пам'яткою регіональної історіографії була написана між 903-908 роками «Історія дому Арцруні» Товми Арцруні. Арцруні починає свою книгу з витоків вірменського народу і закінчує подіями 904 року. Пізніше анонім довів оповідь до 1121 року. У книзі особливо докладно викладено події в південній Вірменії, в області Васпуракан, у другій половині IX—початку X століть, хоча в ній містяться важливі відомості про історію всієї країни починаючи з найдавніших часів. Серед основних його джерел були вірменські історики-попередники, з яких поіменно він згадує Хоренаці, Корюна та Єгіше. Так, у останнього Товма запозичив історичні моделі для опису боротьби з мусульманами, у Хоренаці - принцип достовірності, надійності, строгої хронології і витончений стиль. Арцруні був добре знайомий і з давньогрецькою історіографією.
Історичною працею національного масштабу стала «Історія Вірменії» сучасника Арцруні католикоса Ованеса Драсханакертці. Книга має велику джерелознавчу цінність для вивчення відносин з арабами, тим більше, що сам Драсханакертці був безпосереднім учасником останніх описуваних ним подій. Будучи католикосом Вірменії, Драсханакертці грав помітну роль у політиці свого часу. Згідно з Томсоном, його історія унікальна як особистий документ, оскільки жоден інший вірменський історик не був настільки залучений в національні і міжнародні справи. Читач отримує рідкісний погляд вірменина, у якого є досвід роботи з проблемами, які він описує. Дотримуючись встановленої Хоренаці традиції, його оповідь починається з найдавніших часів, проте основна частина роботи присвячена тридцятирічному періоду 890-920-х років. У своїх політичних поглядах Драсханакертці рішуче підтримує незалежність Вірменії від Візантії, виступає з позиції збереження сильної централізованої держави. 

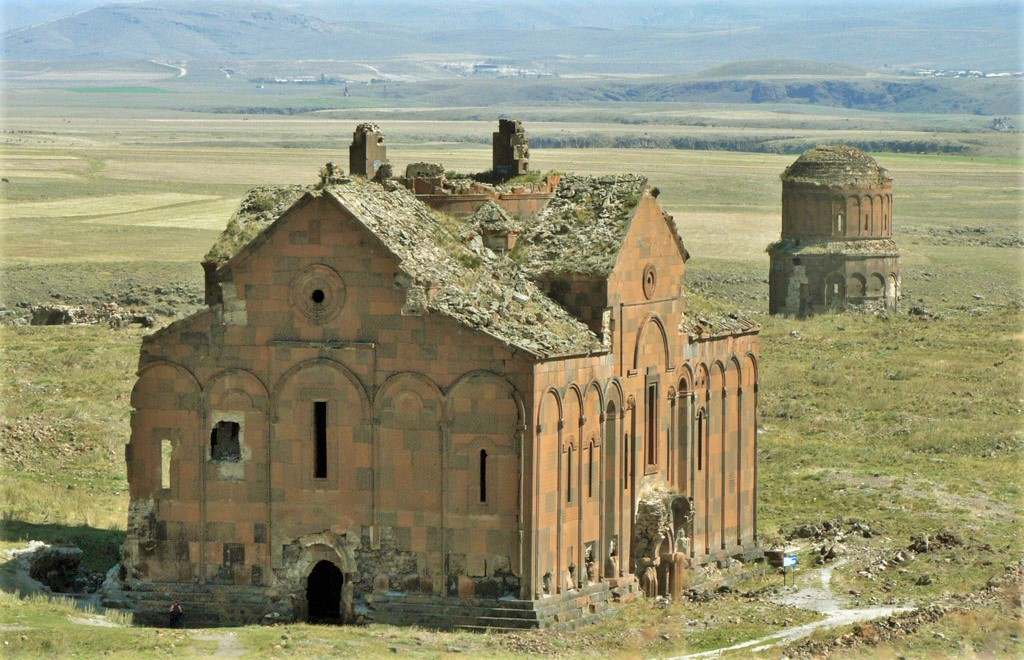
Анійський собор (989-1001) та Церква Святого Спасителя (Ані) (1035) в Ані

В кінці століття історію Вірменії написав Ухтанес. Про автора відомо мало, ймовірно він був єпископом Севастії в кінці X століття — часу, коли вірменські колонії розширювалися на захід по той бік Євфрату. Перша частина книги - короткий виклад історії до царя Трдата, друга частина присвячена історії розколу вірменської і грузинської церков на початку VII століття. Останній розділ, присвячений історії вірмен-халкідонітів, нині загублений. Праця Ухтанеса є цінною пам'яткою про переосмислення християнського минулого, яке стало важливою темою у вірменській історіографії. 
Ще однією історією національного масштабу стала «Загальна історія» Степаноса Таронеці, закінчена у 1004 або в перші місяці 1005 року. Робота складається з трьох книг і вважається надійним і добре викладених джерелом. Таронеці керується принципом точної хронології Мовсеса Хоренаці, посилається на попередніх вірменських істориків, імена яких він перелічує. Томсон вважає інновацією у вірменській історіографії поділ Степаносом свого матеріалу на три частини: кожна глава дає спочатку короткий виклад основних політичних подій, потім коментує релігійну історію часу і, нарешті, інформацію про літературних і наукових діячів. З точки зору Тіма Ґрінвуда інновацією була швидше організація внутрішньої структури твору і пропорційність розділів. Згідно з Ґрінвудом, у своїй «Загальній історії» Степанос Таронеці демонструє багатовікове існування Вірменії у зносинах, але незалежно від великих держав минулого, вона має безперервну історичну традицію, яка виражена і збережена власною мовою зі своїм власним письмом — надзвичайно стійкими маркерами вірменської ідентичності. За словами Тео ван Лінта, мета його роботи - залишити майбутнім поколінням джерело інформації, щоб допомогти їм йти істинним шляхом до кінця часів.

### Від падіння Вірменського царства Багратидів до коронації Левона II

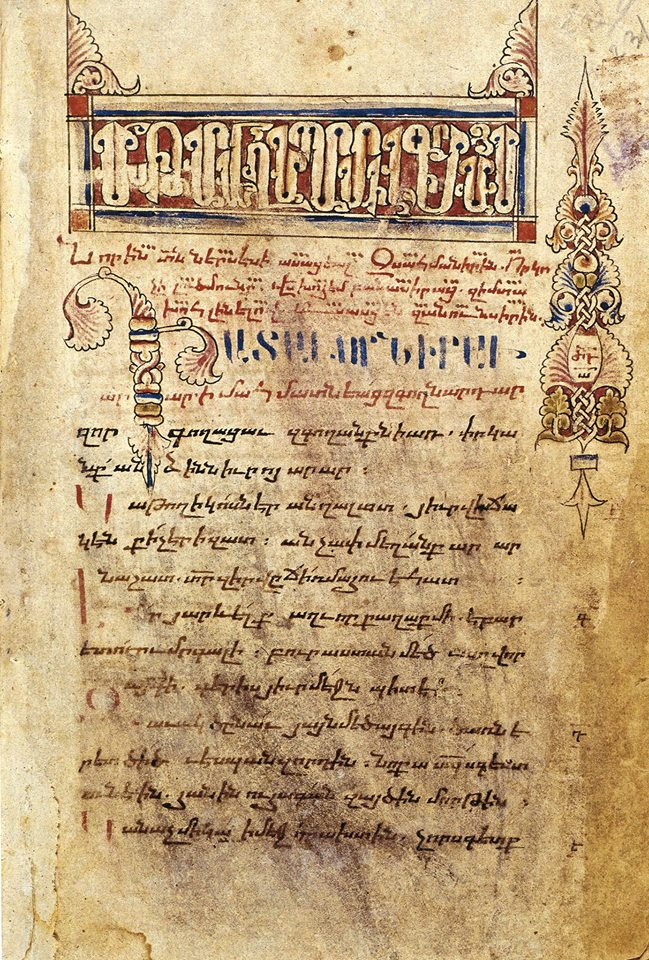
Рукопис «Історії» Мхітар Анеці, рук. 1321 року

У 1045 році Вірменське царство впало, завойоване Візантією, відразу після чого країна зазнала вторгненням сельджуків, які в 1064 році захопили колишню вірменську столицю Ані. Незважаючи на оподаткування Візантією, подальше розорення сельджуками і інші туркменські навали у другій половині XI століття, культура та економічний розвиток не були повністю знищені. Роботи істориків цієї доби, а також збереження великих чернечих установ в Ахпаті, Санаїні, Татеві та інших місцях, які одночасно служили центрами освіти, свідчать про продовження інтелектуальної життєздатності у Вірменії. Хоча XI століття стало поворотним моментом у політичній долі, різкого розриву у традиційній літературній діяльності не відбулося. Сельджуцьке завоювання, однак, призвело до початку процесу масового виходу вірменського населення з Вірменії в Грузію, Крим, Північний Кавказ, Каппадокію, Сирію і особливо в Кілікію. Згодом історіографія розвивалася також у діаспорі. Іншою великою подією, що зачепила вірменську дійсність, стали хрестові походи. До часу перших хрестових походів вже існувала давня вірменська історіографічна традиція і, починаючи з V століття, протягом більш ніж шестисот років, вірменським письменникам довелося змиритися з численними історичними змінами. Прибуття хрестоносців у них зазвичай інтерпретувалося в позитивній формі, на відміну від такого лиха, як прибуття турків. Історики озиралися назад, щоб знайти зв'язки з минулими подіями в історії Вірменії, а також вперед з мрією про позбавлення від нинішніх ворогів і встановленням епохи миру і добробуту. У той же час, на думку Роберта Томсона, принесені хрестоносцями західні традиції мало вплинули на історіографію. З кінцем старих аристократичних домів історіографія, за деякими винятками, ще більше стала розглядатися як церковна дисципліна. Окремі праці часто були замовлені католикосами, які бажали зберегти літопис сучасних їм подій. Для істориків стало звичним навести списки своїх попередників. Це не обов'язково означало, що вони консультували з усіма попередніми роботами, а швидше бачили свою власну роль у більш масшабному плані. Починаючи з XII століття широко розвивається хронографічний підхід, історіописання переживає новий підйом, який тривав близько двох століть. 
Починаючи з Аристакеса Ластивертці завданням істориків стало осмислення в контексті розвиненої історіографічної традиції втрати вірменської державності і сельджуцького завоювання як нових лих. Його праця «Оповідь про лиха вірменського народу» написана між 1072-1079 роками як безпосереднє продовження історії Степаноса Таронеці і описує знаменні події 1001-1071 років: падіння Вірменського царства Багратидів, сельджуцьке завоювання Закавказзя, зокрема колишньої вірменської столиці Ані. Аристакес має моральний погляд на історію; для опису лих, що спіткали вірменський народ він наводить приклади з Ветхого Завіту, вважаючи подію божественним покаранням вірмен за гріховність через чужі раси. Історик сповнений песимізму, для пояснення події і збереження, наскільки це можливо, традиційного розуміння вірменського суспільства він намагається черпати уроки зі Старого Заповіту та вірменської історіографії. 
Як і Аристакес, вірменин з Едесси Маттеос Урхаєці вважає своїм обов'язком залишити літопис про страждання, яких вірменський народ зазнав від «турків і їхніх римських братів», але на відміну від першого Урхаєці повернувся до більш традиційних і додетерміністичних моделей вірменської історичної філософії. Книга являє собою детальний літопис подій між 951-1136 роками. У числі її джерел була нині майже повністю втрачена «Хронографія» XI століття Акопа Санахнеці, який, як передбачається, скористався архівами Багратидів. Остання частина тексту Урхаеці написана приблизно в кінці 1137 року, пізніше Григор Єрец продовжив «Хронологію» доводячи оповідь до 1162 року. Стиль Григора Єреца не настільки методичний, як в Урхаєці, хоча він і зберігає хронологічний підхід, зазначаючи дату початку всіх описуваних ним подій. Григор зображує вірмен як народ, що знаходиться під загрозою і час від часу опинявся в облозі з боку навколишніх візантійців і турків. Ендрюс називає цю роботу першою вірменською історією, написаною в діаспорі після падіння Вірменського царства. 

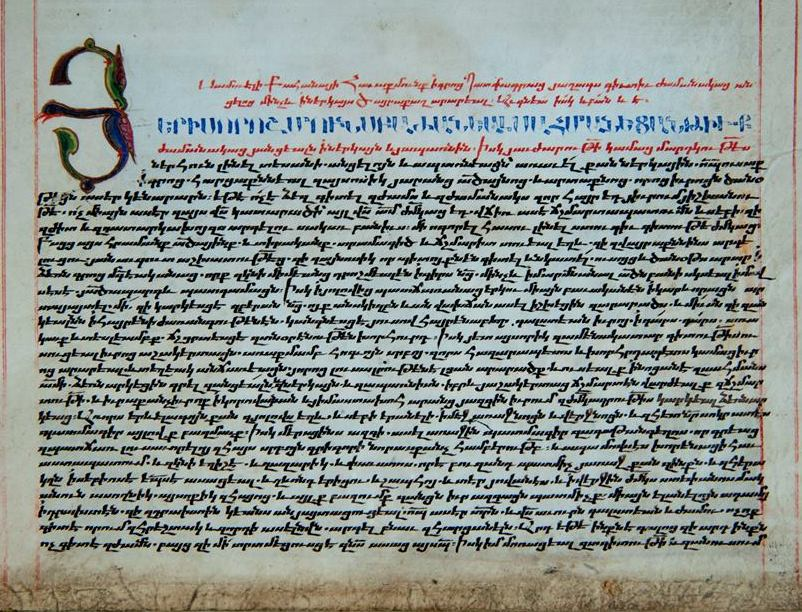
Сторінка з рукопису «Вибірки з історичних книг» Самуела Анеці, рук. 1626 року

Дещо пізніше твір «Хронологія»  Самуела Анеці стала ще одним великим історіографічним починанням часу. Складається з двох частин: до і після народження Христа, в яких виклад доходить до 1182 року. Робота пізніше була доповнена. Друга частина книги повністю хронологічна і представлена в паралельних колонах за прикладом «Хроніки» Євсевія. Для досягнення узгодженості між розбіжними датами джерел він приймає порівняльний метод. На початку книги Анеці перераховує вірменських істориків, які передували йому — Агатангелос, Хоренаці, Єгіше, Парпеці, Себеос, Гевонд, Шапух, Драсханакертці, Асогік.
Інший історик з Ані, Мхітар Анеці, приблизно в 1193 році написав «Історію» — очевидно, на прохання настоятеля монастиря Аріч. Збереглася тільки частина книги. Анеці використовував вірменські та сирійські джерела попереднього періоду. Містить опис від часів царя Паруйра Скайорді до хрестових походів. До книги автор дає перелік вірменських істориків, який закінчує Самуелом Анеці. Одну зі своїх глав автор присвятив теоретичним питанням історії. В ній Мхітар дає ряд цінних положень щодо розробки історіографічних засад. Історія, на його думку, — твір справжніх подій, наука про пізнання минулого і сьогодення, а також про прогноз майбутнього. Є шість основних елементів історії: особа, предмет, місце, час, спосіб і причина. Згідно з Анеці, для написання історії слід досліджувати давні й нові історії, володіти логічним мисленням, методами правильного викладу думок, знати стародавні мови, виявити обережний підхід до використовуваних джерел. Степанос Орбелян, який писав приблизно через століття, назвав цю роботу «прекрасною». Мхітару Анеці іноді приписують невеликий історичний твір «Історія міста Ані».
З XII століття відомий найбільш ранній зразок подорожніх нотаток у вірменській словесності. Це, зокрема, «Найменування міст індійських і перських» анонімного автора. Його упорядник, як випливає з самого тексту, особисто побував в Індії і добре знайомий з цією країною. Сучасні дослідники розглядають цю пам'ятку також в рамках вірменської історіографічної літератури.

## XIII—XVI століття
В кінці XII—початку XIII століття значні області вірменських земель опинилися під політичним контролем Грузинського царства, коли спільні вірмено-грузинські війська звільнили північно-східну Вірменію і де було створено васальне князівство Закарянів. У 1236 році, однак, починається монгольське завоювання Вірменії, що сильно змінило політичне становище. Іншою вирішальною політичною подією стала коронація в 1198 році Левона II царем Кілікійського вірменського царства, якого визнали імператор Священної Римської імперії Генріх VI, папа Целестин III і візантійський імператор. З тих пір ще одним центром розвитку вірменської літератури і науки стала Кілікія. Вірмени опинилися на передньому краї всіх західних воєн монголів, як жертви, так і в якості союзників. За словами Джорджа Лейна «їхні хроніки переходять від прокляття цих напівлюдей з пекла до вихваляння військової доблесті, моральної цілісності та неупередженої справедливості татар». Дашдондог підкреслює важливість розуміння способу мислення середньовічних вірмен які писали в цей час. Згідно з Лейном ситуація з вірменами сильно відрізнялася від інших християнських сусідів. Бувши відособленою етнічною групою, яка часто перебувала під загрозою, вірмени набули виразно релігійної інтерпретації конфігурацій сил навколо себе, що знаходило своє відображення в їхніх літописах. До часу появи монголів на історичній сцені вони вже володіли історіософськими рамками інтерпретації, які можна було пристосувати до нових обставин. Праці істориків епохи охоплюють більш глибокий і всеосяжний спектр історичних проблем, вибирають більш ясний і зрозумілий метод викладу матеріалу. Засновником цієї нової школи вірменської історіографії вважається Ванакан Вардапет. Його «Історія» хоча й не збереглася, але мала значний вплив на Кіракоса Ганзакеці, Вардана Аревелці і Григора Акнерці. У XIII столітті вірменська історіографія переживає новий розвиток — утворилася ціла плеяда видатних істориків; за висловом Баярсайхана Дашдондога, їхні книги «являють собою чудові зразки світової середньовічної історіографії».

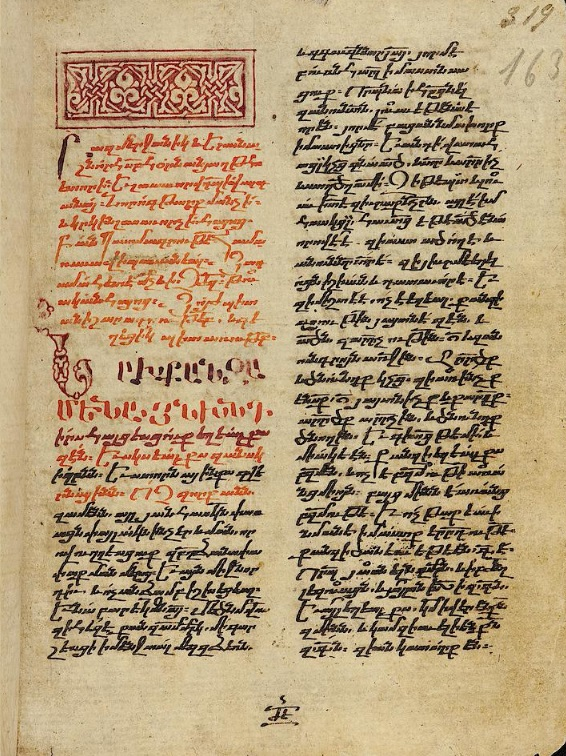
Сторінка з «Загальної історії» Вардана Аревелці, рук. 1432 року

До числа найбільш важливих вірменських істориків XIII століття відноситься Кіракос Гандзакеці учень Ванакана Вардапета. Його праця «Історія Вірменії», написана між 1241 і 1265 роками, охоплює тисячолітню політичну, соціальну, економічну, релігійну і культурну історію Вірменії з часів християнізації до епохи життя автора. Книга складається з 65 глав і передмови. У другому розділі праці Кіракос пише про сучасні йому події, зберігаючи важливі свідчення про встановлення монгольського панування на Близькому Сході, про відносини останніх з сельджуками, мамелюками та іншими мусульманськими державами регіону і, нарешті, передає багаті відомості про розвиток вірмено-монгольських відносин. Кіракос дає список вірменських істориків, які передували йому.
Приблизно в той самий час, що й Кіракос, пише «Загальну Історію» його однокашник Вардан Аревелці, доводячи оповідь до 1267 року. З точки зору Томсона в якості літературної моделі Вардан використав історію Степаноса Таронеці. Головна цінність пам'ятки — опис стану Вірменії в XIII столітті, крім інших відомостей розповідає про стан вірмен між Візантією і мусульманськими силами. 
Третім з учнів Ванакана Вардапета був Григір Акнерци, який у своїй праці «Історії народу стрільців» описує події, що стосуються вірмен починаючи від епохи Чингізхана до 1273 року. Робота написана в 1273 році в пустелі Аканц в Кілікійському вірменському царстві. На відміну від традиційної вірменської історіографії, ця книга не є загальною історією. Вважається, що більшу частину своєї інформації він здобув з втраченої роботи вчителя.
Іншим автором зі Східної Вірменії був Степанос Єпископ, автор «Хроніки», що охоплює часовий проміжок з 1193 по 1290 роки; є безпосереднім продовженням «Вибірки з історичних книг» Самуела Анеци. Деякі яскраві описи Степаноса дозволяють краще розуміти реакцію вірмен на монгольське вторгнення. Раніше помилково приписувалася Степаносу Орбеляну. 
Митрополиту Сюніка Степаносу Орбеляну належить «Історія області Сисакан» з 73 глав, закінчена ним у 1299 році. Ця праця — пам'ятка регіональної історіографії Вірменії, присвячена історії області Сюнік, в якій, однак, виклад дається на тлі історії всієї Вірменії та її сусідів. Книга містить велику кількість документації з архівів і лапідарних написів.
Частково Сюніку, частково в Айрараті проходила чернеча діяльність Мхітара Айриванеці. У першій половині XIV століття він закінчив «Хронографію», яка є короткою історією Вірменії від створення світу до 1328 року. Стівен Рапп пропонує розділити текст на три частини: перша - опис створення світу, друга - подання різних біблійних персонажів, третя - історична хроніка. Згідно з усталеною традицією середньовічної вірменської історіографії, Айриванеці посилається на широкий діапазон вірменських авторів, серед яких Агатангелос, Хоренаці, Ухтанес, Матеос Урхаєці, Самуел Анеці, Вардан Аревелці і Кіракос Гандзакеці. Використано також доробок Картліса Цховреби, можливо, його вірменським перекладом.
Іншим центром вірменського історіописання була Кілікійська вірменська держава. У XIII столітті жив анонімний автор «Літопису» з Севастії, називаний в сучасній історіографії Себастаці. Його літопис дає повний опис монгольського завоювання Вірменії та регіону; охоплює період з I століття нашої ери до 1220 року. Розповідь переривається між 1221-1254 роками, сторінки яких втрачено, потім доведена до 1300 року. Оригінальною є остання частина хроніки, а відомості до 60-х років XIII століття взяті з праць Матеоса Урхаєці, Вардана Аревелці і Кіракоса Гандзакеці.
«Хроніка» брата вірменського короля Кілікії Хетума I і головнокомандувача армії Смбата Спарапета охоплює період між 951-1272 роками. Ця праця — одне з основних джерел про Кілікійську вірменську державу, а також цінне джерело про зв'язки вірмен з хрестоносцями і монголами, про вірмено-візантійські, вірмено-перські і вірмено-арабські відносини. Анонім продовжив її, довівши до 1331 року.
Син його брата Ошина, владика Корікосу Хетум, у 1307 році за дорученням папи Климента V написав «Квітник історій країн Сходу». За словами Дейвіда Банді і Пітера Джексона, ця робота являє собою вірменську пропаганду раннього XIV століття, націлена на сприяння латино-монголо-вірменським відносинам і відображає залученість вірменської еліти у виправдання свого союзу з монголами. Праця унікальна у вірменській історіографії тим, що написана не вірменською, а французькою мовою. Вже в XIV столітті була перекладена латиною і іспанською мовою, а в XVI столітті — англійською.
Збереглися історичні праці, які нині належать до числа так званих дрібних хронік. До їх ряду належить Анонім першої половини XIII століття. Його літопис зберігся від імені Ованеса Саркавага в одному зі списків календарознавчих праць останнього і дійшов до нас лише частково. Хроніка охоплює період часу від середини VI століття до 1236 року — взяття колишньої вірменської столиці Ані монголами. У 1225 році написана невелика «Хроніка» Ованеса Авагереца, яка починається в 1 році і закінчується 1032 роком. У ній подано дати правління римських і візантійських імператорів, перських та вірменських царів, дати заміщення престолу вірменських католикосів, а також інші короткі дані. Царю Кілікійської Вірменії Хетуму II приписується «Хроніка», написана в 1296 році. Робота була продовжена різними анонімами і доведена до 1351 року.
Історик першої половини XV століття Товма Мецопеці присвятив свою «Історію Тимура і його наступників» війнам і навалам Тамерлана і Шахруха, а також правителів Кара-Коюнлу в період між 1386-1440 роками. Містить цінні дані, що стосуються політичної історії Закавказзя. Мецопеці написав також «Ішаракаран» — записки про повернення вірменського патріаршого престолу з Сіса в Ечміадзін, докладні відомості про церковну історію XIV—XV століть. Твір Товми Мецопеці став одним з останніх відгомонів попереднього періоду розквіту вірменської історіографії.

### Епоха занепаду. Дрібні хроніки

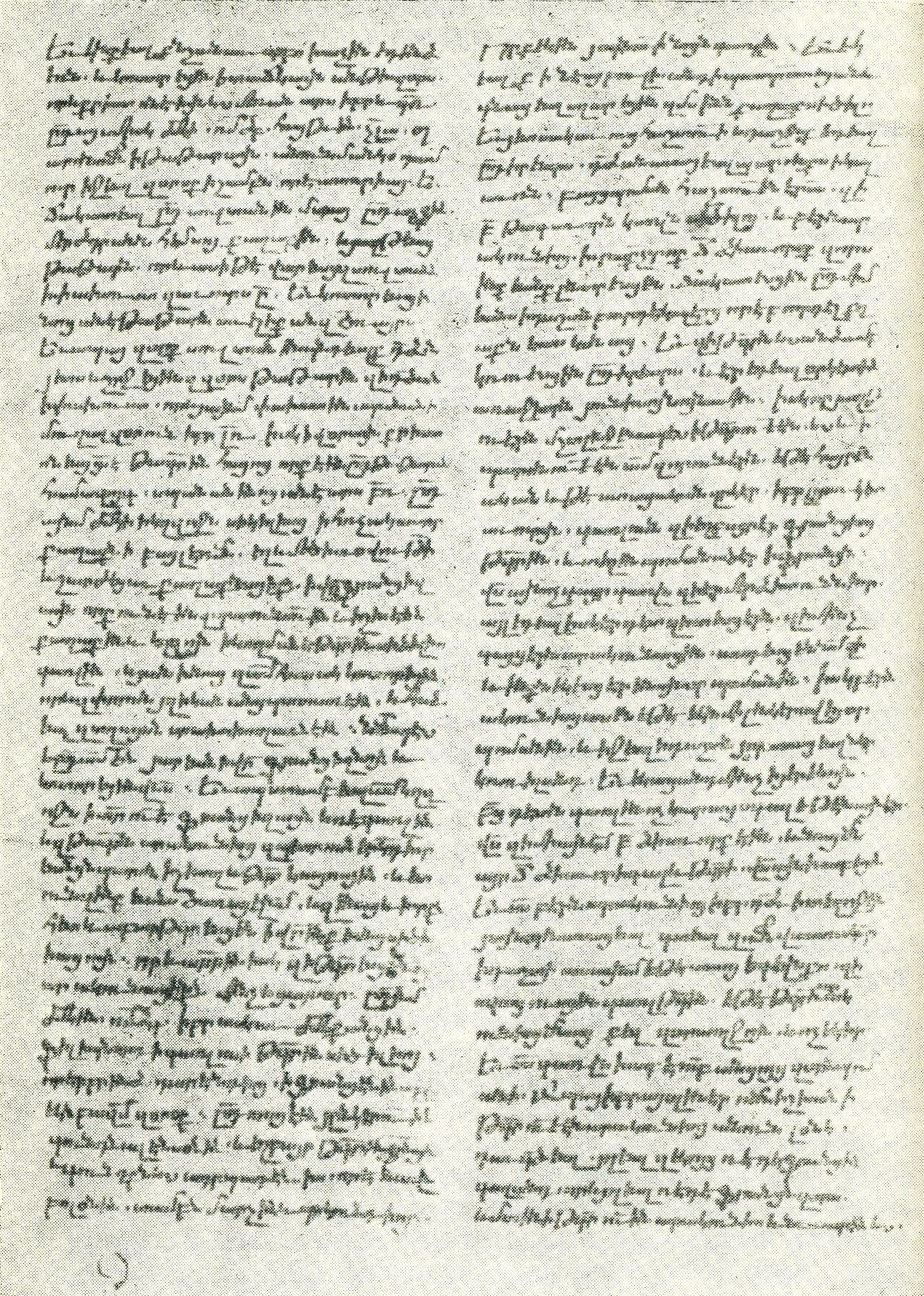
Сторінка з «Хронології» Нерсес Паліаненц (Матенадаран, рук. № 2037)

У XIV столітті вірменська історіографія вступила в смугу занепаду, пов'язаного з мамлюцьким вторгненням і навалою Тамерлана. Протягом 1387-1403 років останній здійснив три руйнівні навали на Вірменію. Згідно з Косталовою образ «жахливого Тамерлана» був настільки сильним, що в подальшому вплинув навіть на деяких літописців, які описували події XVI—XVII століть. У 1410 році у Вірменії було встановлено панування держави Кара-Коюнлу, в 1468 році - Ак-Коюнлу, а в XVI столітті Вірменія була розділена між державою Сефевідів і Османською імперією. Занепад історіописання розтягнувся до 30-40-х років XVII століття. Протягом цього проміжку не було створено серйозних історичних праць. За словами В. Акопяна в такій непевній політичній ситуації «не міг з'явитися історик, який зумів би виявити причинний зв'язок і історичну закономірність подій, піднятися вище свого часу і трактувати історичні явища в їх нероздільній єдності». За винятком «Історії Тимура і його наступників» Товми Мецопеці, історичні події цього періоду дійшли до нас головним чином завдяки дрібним хронікам і пам'ятним записам рукописів. Багато пам'ятних записів написані у вигляді коротких хронік і наведені в них історичні відомості подані в хронологічній послідовності. Дрібні хроніки здебільшого приурочені до сучасних їм подій і більш локальні в географічному охопленні. Середньовічні історіографи вважали царів та князів творцями історії, чия діяльність була лише відображенням волі Бога. Між тим, про великі феодальні доми або царів Аршакидів, Багратидів або Рубінянів до цього часу збереглася лише пам'ять. Доля вірменського народу знаходилася в руках татарських емірів, туркменських мірз, османських пашів і перських ханів. У ситуації свавільних набігів, тиранії, руйнування та грабунку, зневажалося також і духовне життя вірмен, їхні етнічні і релігійні почуття, народ виганяли зі своєї батьківщини. Дрібні хроніки і пам'ятні записи зазначеного періоду відображають сумний дух свого часу, історіографія епохи пройнята темою вимушеного вигнання та еміграції. Низка хронік були написані в самій діаспорі. Так, між 1348-1351 роками у французькому Авіньйоні Нерсес Паліаненц закінчив переклад «Хроніки» Мартина Опавського. Розглядаючи історію Вірменії як частину загальної історії, Паліаненц вставляв у текст хронологічні дані, що стосуються історії Вірменії, в кінці додавши також списки вірменських царів, князів і католикосів. Найбільш цінними є відомості про стан Кілікійського вірменського царства. Давид Мердинці був безпосереднім очевидцем багатьох подій, описаних у його хроніці семи років від 1450 до 1457 року. Через століття анонім з Валахії написав хроніку, присвячену переважно переслідуванням вірмен Стефаном Рарешем у 1551 році. Хроніка з дев'яти рукописних сторінок літописця з Євдокії Андреаса Євдокаці починається з падіння Константинополя і завершена 1590 роком. До діаспорської історіографії можна віднести і Абраама Анкюраці, автора «Хроніки вірменської історії». Крім політичної історії дрібні хроніки повідомляють дані про податкову політику часу, внутрішнє життя народу, про різні явища побуту та соціальні питання. Є багато повідомлень про топоніміку, про життя громадських, політичних та церковних діячів. Серед авторів таких робіт XIV—XVI століть були Саргіс Пицак Ссеці (XIV століття), Анонім (XIV століття), Кіракос Банасер (XV століття), аноніми XV—XVI століть писали перші частини хроніки Акопа Іісусі, Мовсес Арцкеці (XV століття), Ованнісік Цареці (XVI століття), Барсег Арджишеці (XVI століття), Ованес Арджишеці (XVI століття), Анонім (XVI століття), Анонім Себастаці (XVI століття) та інші.

### Історичний плач

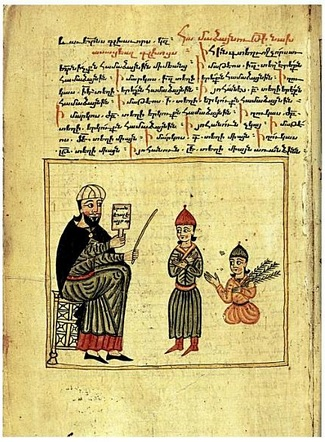
Григор Хлатеці, автор «Спогадів про біди», рук. 1419 року

Дослідники розглядають жанр історичного плачу також в рамках історії вірменської історичної літератури, іноді називаючи їх віршованими хроніками. Плачі (voghb) були звичними у вірменських історичних творах, хоча вони стали важливою рисою пізнішої літератури. Виникши ще в ранній період національної словесності цей жанр особливо розвивається в XV—XVI століттях. За словами Косталової, весь середньовічний вірменський історичний і літературний дискурс глибоко проникнутий цим жанром. Одним з перших плачів пізньої епохи була історична поема «Спогади про нещастя» Григора Хлатеці, де описано нашестя Тамерлана і війни туркоманських племен. З точки зору Петри Косталової, плачі являли собою зашифрований і загальний підхід до історії Вірменії, відображаючи всі катастрофи як прояви невдоволення Бога до грішників, які відмовилися від заповіту. Плачі про падіння вірменських царств або князівств були своєрідним літературним жанром і нерідко містили в собі оптимістичні пророцтва передбачаючи можливе відновлення державності. Так, наприклад, минулу велич Вірменії оплакує Симеон Апаранці у написаному в 1594 році «Плачі про трон царя Трдата», автор проводить ідею відновлення незалежної вірменської держави. Подібно до прозових історій вони не тільки описують події, але й поміщають їх в інтерпретаційні рамки Божого покарання за гріхи через зовнішні сили і розвивають ідею спасіння, якій часто передує політичне визволення. Так, наприклад, у XII столітті Нерсес Шноралі покладає свої надії на франків, а Григор Тга вітає князя Левона II, майбутнього вірменського монарха, як визволителя вірмен та інших християн. За словами Тео ван Лінта, ці твори, таким чином, добре вписуються у філософію історії, що виявляється в класичних історіях вірмен. Апокаліптичні ідеї і надії на допомогу з боку Заходу (починаючи з епохи хрестових походів) довго зберігалися у вірменській літературі. Вони відображені, наприклад, у різних елегіях присвячених падінню Константинополя в 1453 році. Роберт Томсон наводить приклад Аракела Битлисеці, який чекає звільнення Стамбула і Єрусалиму франками, після чого переможні франки вирушать до Вірменії разом з нащадками вірменських солдатів, що залишилися в Римі після візиту туди царя Трдата, і Вірменію буде звільнено. Ідея звільнення вірменського народу за допомоги франків відображена також у «Плачі про стольний град Стамбул» Аракела Багішеці — «Визволи вірмен від страждань, що заподіюються нам нечестивими народами. Господи, змилуйся!» — писав Багішеці. Його сучасник Абраам Анкюраці, автор «Плачів на взяття Константинополя», особисто перебував у місті під час його облоги і падіння. Деякі плачі присвячені темі вигнання з батьківщини і масової еміграції. Емігрувавши у 1540 році в Молдавське князівство Мінас Тохатці у своєму «Плачі за вірменам країни Олахов» описує гоніння на вірмен на релігійному і економічному ґрунті в 1551-1552 роках з боку господаря Стефана Рареша, а Ованес Маквеці у «Плачі про країну Вірменську» розповідає про насильницьку депортацію вірмен з Закавказької Вірменії в Іран у 1604 році. Серед історичних плачів пізнього періоду відомі також «Плач про нашестя Шаха Ісмаїла» (1513) Карапета Багішеці, «Плач про дітей, полоненими відправлених в Стамбул» (1531) Тадеоса Себастаці та інші.

## XVII—XVIII століття

### Новий підйом історіографії
У XVII столітті з'явилися ознаки подолання культурного занепаду попередніх століть, пов'язаного з мамлюцьким вторгненням 1375 року і навалою Тамерлана 1385 року, а епоха стала однією з найбагатших в історіографії. Сплеск інтересу до історії, що різко контрастує з минулим століттям, свідчить про повільне, але постійне зростання почуття національної самосвідомості і єдності, особливо серед освічених мас. Культурні, часові та інші відстані відокремлювали сучасників від їхніх давні традицій більше, ніж будь-коли, і вони майже виключно фокусувалися на сучасних подіях. Історики підкреслювали термінову необхідність адекватного реагування на виклики і загрози, породжені мінливим часом і переважаючим противником щодо розсіяного народу. Відповідно до «Британської енциклопедії» наступне XVIII століття стало свідком вірменського культурного та інтелектуального відродження. Істотні зміни, що відбулися в суспільному житті і в уявленнях людей, стали основою для цікавих нововведень, які внесли історики та літописці часу, відображаючи новий підхід до дійсності. Серед іншого розвивається принцип психологізму. Хоча деякі автори пишуть давньовірменською, мова історіографічних праць все більше наближається до розмовної. Праці істориків цього періоду також цінні своєю звіркою історичних пам'яток, створених у попередній період. Основні події часу, сильно акцентовані у вірменських хроніках, відображають трагічне становище народу: насильницька депортація вірменського населення шахом Аббасом, повстання Джалаліїв, ірано-турецькі війни, політика випаленої землі, голод, епідемії тощо. Історики Григор Даранагеці, Аракел Даврижеці, Захарія Канакерці, Закарія Агулеци, Абраам Кретаці, Хачатур Джугаєці, Симеон Єреванці, Єремія Кеомурчян, Степанос Шаумян, Єсаї Гасан-Джалалян, Абраам Єреванці у своїх роботах ще ширше розкрили теми, що стосуються побуту, народних традицій і звичаїв, діаспори, послідовно розвивали ідеї просвіти, політичного та культурного відродження, свободи, пропагували нове і прогресивне. Історіографія була одним з виразників і пропагандистів вірменської національно-визвольної боротьби і відіграла велику роль у формуванні її ідей. У працях Єсаї Гасан-Джалаляна, Степаноса Шаумяна і Симеона Єреванці виявляється проросійська політична орієнтація, висувається також ідея вірмено-грузинського військового союзу і спільної боротьби проти іноземного ярма. Деякі з істориків жили в Османській імперії, у той час як інші були підданими Сефевідів. За словами Тезджана «легкість, з якою вони могли працювати в обох імперіях, воістину дивовижна».

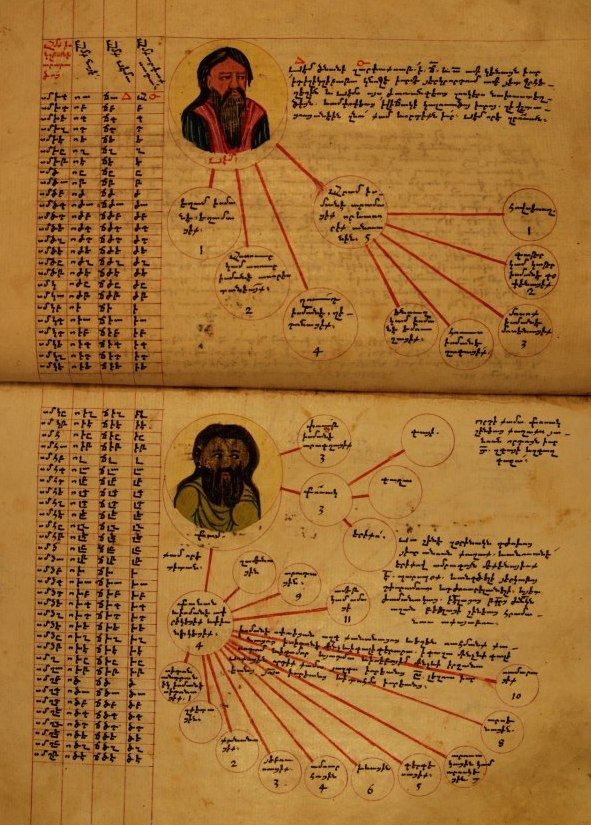
Сторінка з «Літопису» Аветіка Багдасарян

Перший значний вірменський історик XVII століття — Григор Даранагеці. На початку століття, влаштувавшись у Стамбулі, він став значною постаттю в суперництві за  Константинопольський вірменський патріархат. Через свої зобов'язання перед вірменською громадою Григор проникав у багато куточків Османської імперії. Його «Хронографія», написана в 1634-1640 роках, є багатим джерелом інформації з історії Вірменії, вірменської церкви і громад Константинополя, Єрусалиму, Родосу. «Хронографія» складається з двох частин: перша частина охоплює проміжок часу між 1018 і 1539 роками і містить коротку історію Вірменії в зазначений час, друга частина — опис подій у період життя самого автора. Найбільш значима друга частина, в якій Даранагеці виступає як очевидець, а іноді і безпосередній учасник подій.
Разом з тим, серед історичних праць XVII століття найбільш значною вважається «Книга історій» Аракела Даврижеці. Даврижеци приділяє особливу увагу епізодам визвольної боротьби. Написана за дорученням католикоса Пилипоса I Агбакеці, складається з 56 глав і завершена в 1662 році. Є надійним джерелом з історії всього регіону періоду між 1602-1662 роками. Аракел був очевидцем багатьох описуваних ним подій, повідомляє про становище вірмен між Османською та Сефевідською імперіями, проблеми вірменської громади Стамбула, наслідки прийняття католицизму польськими вірменами, про їх вигнанні в Персію шахом Аббасом, а також інші дані, що являють великий інтерес для національної історії. Він — перший вірменський історик, книга якого була надрукована за життя автора.
Сучасником Аракела Даврижеци був історик Давид Багішеці, автор хроніки з двох частин. У першій частині розповідається про історію вірменського народу з найдавніших часів до 1662 року. Друга частина — коротка загальна історія з давніх часів до взяття Константинополя турками в 1453 році. У процесі складання своєї роботи Багішеці використовував велику кількість джерел, особливо роботи давньогрецьких і вірменських істориків.
Іншим автором XVII століття був Акоп Карнеці. Відомі дві роботи цього автора — «Історія церкви Сурб Аствацацін Каріна» і «Опис Верхньої Вірменії». Останній являє собою всеосяжне топографічне і географічне дослідження двадцяти трьох регіонів великої провінції Верхня Вірменія, містить цікаву інформацію про населення, звичаї та соціально-економічне життя кожного з регіонів. У «Хронології» Карнеці перераховані важливі події, що відбулися у Вірменії між 1482 і 1672 роками.

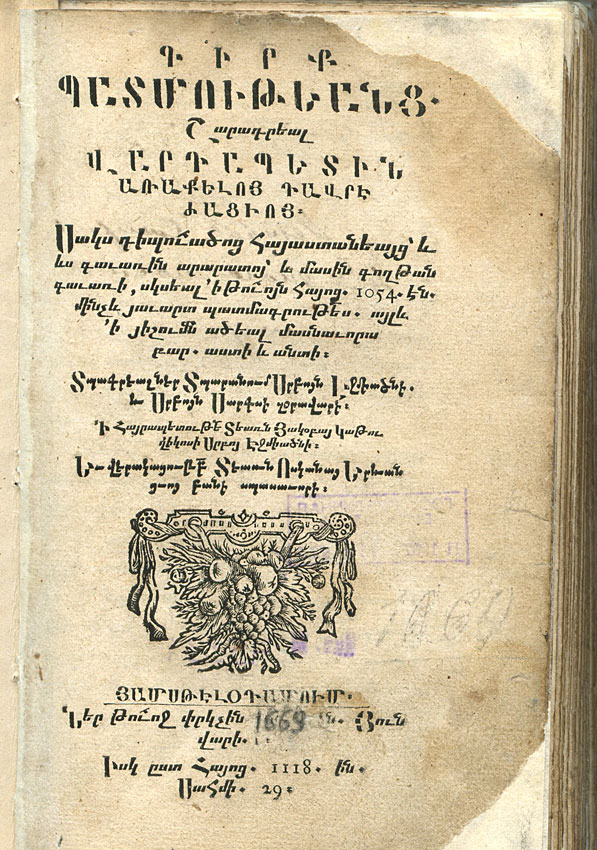
Титульний лист першого і прижиттєвого видання «Книги історії» Аракел Даврижеці, Амстердам, 1669 рік

Значущим вірменським істориком кінця XVII століття був Закарія Канакерці. Народився в селі Канакер поблизу Єревана, освіту здобув у Ованаванке. Автор «Історії» з трьох частин. Оповідь починається з опису встановлення у Вірменії династії Аршакідів і закінчується в 1699 році. Перша книга містить переважно етнографічну інформацію. Друга книга передає цінну інформацію про політичне, соціальне та релігійне життя Вірменії і сусідніх країн у XVII столітті. Третя книга присвячена історії Ованнаванка. Закарія пише простим, але витонченим стилем, розповідає деталі з життя простолюдина, майже відсутні в середньовічних джерелах. Особливо цінні дані стосовно XVII століття, починаючи з 28 глави першої книги, яку пише сучасник і очевидець описуваних подій.
Одним з перших істориків XVIII століття був Аветік Багдасарян. У 1701-1712 роках на основі праць іноземних і вірменських істориків він виклав хроніку «Ахюсакапатмагир». Книга починається з часів створення світу та доведена до дати становлення Аствацатура Амаданци вірменським католикосом. Наукову цінність становлять останні частини хроніки, які присвячені політичним подіям Вірменії в XVI—XVII століттях.
Його сучасником був Есаи Гасан-Джалалян, католикос агванського католикосату Вірменської апостольської церкви, автор праці з історії Нагірного Карабаху під назвою «Коротка історія країни Агванк». Гасан-Джалаляну належить ідея створення вірмено-грузинського військового співробітництва та спільної боротьби проти іноземного гніту.
Праця Абраама Єреванці «Історія війн 1721-1736» описує події від афганського вторгнення в Персію до коронації Надір-шаха в Мугані, зокрема багато деталей турецько-перської війни. Особливе значення має друга глава, як розповідь очевидця про героїчний опір, виявлений жителями Єревана османським загарбникам в 1724 році, містить корисну інформацію про саме місто. Детальний опис військових приготувань і операцій показує, що у Єреванці було ясне уявлення про мистецтво ведення війни, а його блискучий стиль свідчить про добру освіту автора.
Абраам Кретаці, вірменин з Криту, обраний в 1734 році вірменським католикосом, у своїй «Історії» розповідає про останні роки Сефевідів і обрання Надера Шаха правителем Персії в 1736 році, а також його перемоги над османами. Містить матеріал про політичне й економічне життя Вірменії і суміжних країн у зазначений період.
З Єревану був також хроніст Симеон Єреванці, автор праці «Джамбр». У 25 розділах він склав історичну ретроспективу Вірменської церкви, зокрема історію Католикосату. Автор дає списки єпархій, дані про їх юрисдикцію і фінансовий статус, списки указів і дозволів, виданих перською й турецькою владою, а також історію 21 монастиря, розташованих в Еріванському ханстві. Вважається одним з найважливіших джерел для вивчення економічної історії Східної Вірменії.
Автори дрібних хронік XVII—XVIII століть — Анонім Ліворнаці (XVII століття), Анонім Ванеці (XVII століття), три інших аноніми (XVII століття), Григор Варагеці (XVII століття), Вардан Багишеці (XVII століття), Амірас Єрзнкаці (XVII століття), Ісаак Вардапет (XVIII століття), Багдасар Дпір (XVIII століття), Акоп Тиврикці (XVIII століття) та інші.

### Історіографія в діаспорі
Відродження літературної традиції у XVII столітті торкнулося і центрів вірменської діаспори в Європі та Азії: Венеція, Львів, Ісфахан тощо.. У багатьох країнах були засновані скрипторії, де вірменська літературна традиція знаходила свій розвиток як створенням оригінальних творів так і переписуванням рукописів. Діяльність за кордоном доповнювала культурне й літературне життя, яке, незважаючи на складні обставини, викликані втратою політичної незалежності, тривало також у Вірменії. У далекій Речі Посполитій переписувалися рукописи істориків Кіракоса Гандзакеці, Товми Мецопеці, Маттеоса Урхаєці, частини твору Агатангелоса, хронологія царів Вірменії. Степан Захаркевич відзначає властивий середньовічним вірменським громадам історичний етноцентризм: «розробка і підтримка власних уявлень про історичний процес та роль і місце в ньому вірменської громади». Однак і в діаспорі стан не був ідеальним. Бувши етнічною і релігійною меншиною, вірмени нерідко піддавалися національним, соціальним і релігійним переслідуванням. В цілому тема вигнання та еміграції була однією з домінуючих у вірменській середньовічній історіографії. Крім переписування рукописів, у діаспорі створювалися нові історичні твори. 

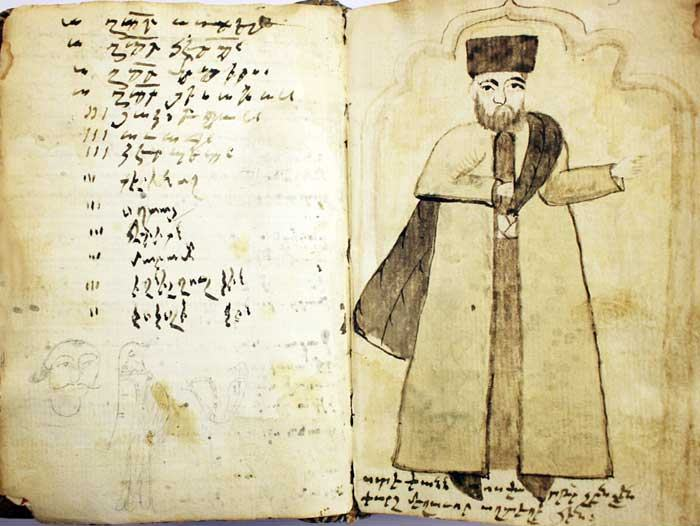
Історик Степанос Єрец

У Кам'янці-Подільському жив історик, автор «Історії Хотинської війни» Ованес Каменаці. Робота вважається надійним джерелом інформації про перемоги польсько-українських військ над турецькими загарбниками поблизу міста Хотин у 1621 році і про мирний договір між сторонами, містить джерелознавчий матеріал польською та іншими мовами щодо цієї битви; складається з вступу, 18 глав і колофона. Деякі частини роботи засновані на особистому досвіді і на тому, що автор чув від інших. Згідно з повідомленням Каменаці, вона написана в 1627 році; містить цінну інформацію про життя вірменської громади Кам'янця-Подільського, про Польщу та Румунію.
Серед східноєвропейських вірменських літописців був також Хачгруза Кафаєці. Уродженець Кафи Хачгруз у своїй «Хроніці» розповідає про боротьбу за престол Кримських ханів, дає перелік дат правління деяких з них, описує ведені ними війни і роль вірмен у цих подіях, докладні дані про внутрішньополітичне та економічне життя Криму. Охоплює події між 1583-1658 роками, написана кримським діалектом вірменської мови, що має цінність також для вірменської діалектології.
Створювалися пам'ятки історіографії й у вірменських колоніях країн Сходу. Значним автором і громадським діячем другої половини XVII століття був константинополець Єремія Кеомурчян, автор численних історичних, географічних та інших творів. У своїй найбільш ранній «Короткій історії трьохсот років» Кеомурчян у віршованій формі розповідає історію османських султанів. Автор описує державний, адміністративний і податковий устрій Османської імперії, війни з народами Сходу і Європи, соціально-економічну та політичну кризу в цій державі, важке становище завойованих народів — вірмен, болгар, греків, арабів тощо. Головним інструментом збереження вірменського народу Кеомурчян вважає розвиток рідної мови та поширення освіти. У книзі «Короткі запитання і відповіді» Кеомурчян розглядає історію і культуру Вірменії. В іншій роботі — «Історії Вірменії» — він вихваляє минуле вірменського народу, військові перемоги стародавніх вірменських царів. В останні роки життя написав «Літописну історію» з трьох частин, що містить історію природних катаклізмів у Константинополі, дані про війни Османської держави і її внутрішнє життя, про внутрішньоцерковну боротьбу вірменських духівників. «Щоденник» Кеомурчяна, написаний розмовною мовою, розповідає про життя вірменської діаспори, важливі події в Османській імперії тощо у період між 1648-1662 роками.
Між 1787-1789 роками іранським вірменином Степаносом Єрецем написаний «Ангітагірк». У книзі автор передає історію вірменської громади Ірану, зокрема Ферейдану, Нор-Джуги, Бурви та інших областей.

### Подорож і щоденник

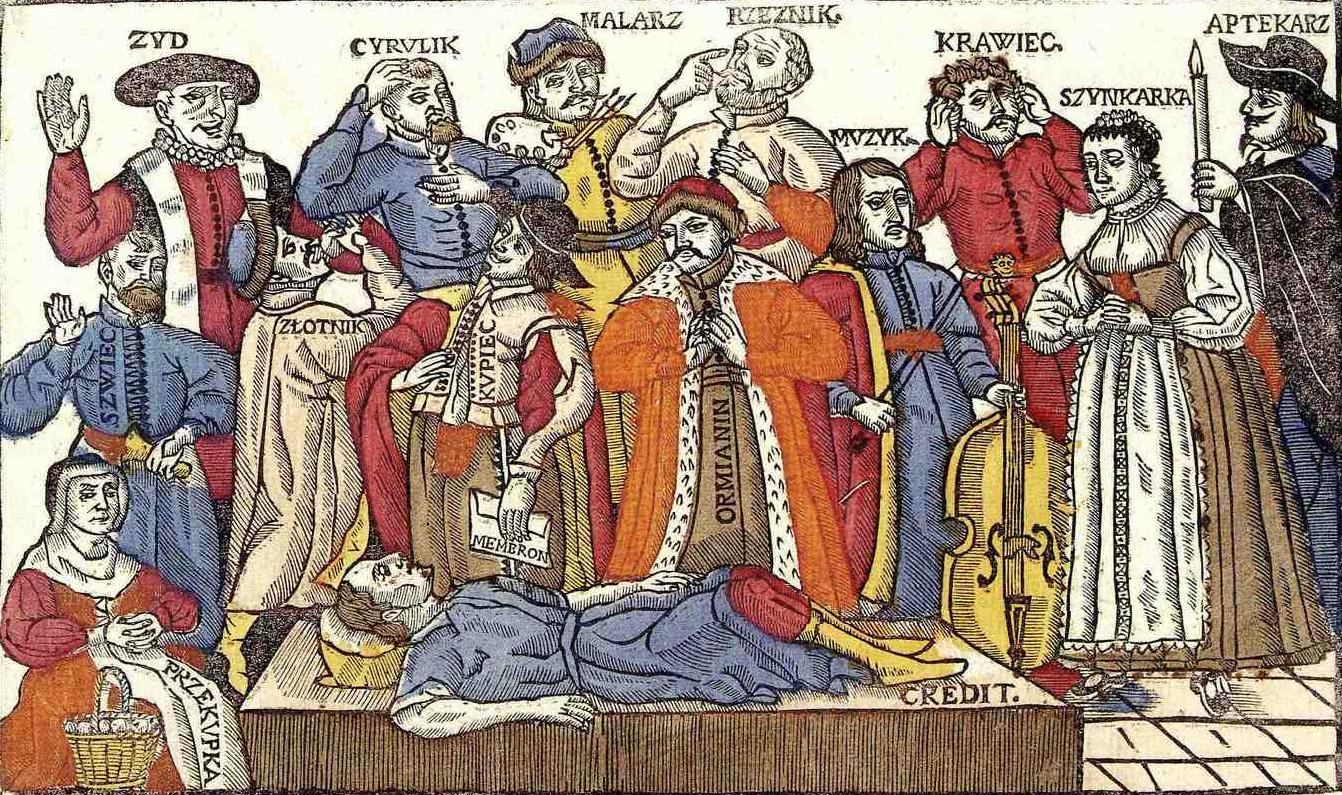
Художнє зображення вірменина (Ormianin) серед представників населення Речі Посполитої, 1655 рік

Літературний жанр дорожніх нотаток став відомий у Вірменії задовго до XVII століття. Крім «Найменування міст індійських і перських» аноніма XII століття, з числа ранніх представників цього жанру слід згадати Мартироса Єрзнкаці (XV століття), Саргіса Абега, Пірзада Капанці, Ованеса Ахтамарці (XVI століття) та інших. Починаючи з XVII століття описи подорожей стають більш об'ємними, в них надано більше інформації про автора, фіксуються примітні повідомлення про сьогодення і минуле відвіданих країн. Формується окремий жанр мемуара — щоденник. Авторами перших щоденників були Закарія Агулеці, Єремія Кеомурчян, Габріел Тохатеці і Мінас Амдеці.
Членом значної вірменської громади Польщі XVI століття був Симеон Лехаці. Лехаці — автор цінного опису подорожі на Схід, яку він здійснив у 1608—1619 роках. Почавши свою подорож зі Львова, Симеон відвідав Стамбул, балканські країни, Італію, Вірменію, Єгипет, Палестину, Сирію й Анатолію. Він передає повідомлення про звичаї різних народів, про ремесла, торгівлю, землеробство тощо. В центрі уваги Лехаці — вірменські громади. Написано на середньовірменською мовою.
Закарія Агулеці народився в селі Агуліс поблизу Нахічевані. Бувши купцем, багато подорожував Персією, Туреччиною та країнами Європи. Його знаменитий «Щоденник» містить докладні відомості про соціальне, економічне та культурне життя країн, які він відвідав, а також про їх фінансову та адміністративну організацію. Включає елементи як дорожніх нотаток, так і хроніки. Перша частина присвячена опису торгових шляхів. У другій частині Агулеці розповідає про свої подорожі з 1647-го по 1681 роки. Дані написані на тлі політичних подій в Еріванському і Нахічеванському ханствах. «Щоденник» містить цінний етнографічний матеріал.
До «Щоденника» Закарії Агулеці за своїм типом близький «Торговий щоденник» Ованеса Джугаєці. Джугаєці в 1682 році з порту Бендер-Аббас плаває в Індію, звідки в 1686 році вирушає в Тибет і прибуває у Лхасу. В Тибеті Джугаєці провів п'ять років. У своєму «Торговому щоденнику» він передає цінні відомості про торгівлю, податки і судову систему в Лхасі. «Торговий щоденник» — важливе джерело про торгово-економічні відносини між Іраном, Індією, Тибетом і Непалом, містить дані про індійські міста та економічне життя вірменських громад описуваних країн.
У XVII столітті до жанру дорожніх нотаток долучилися також Августин Беджеці («Подорож по Європі»), Хачатур Єтовпаці, Акоп Григоренц («Хвала Британії»), Акоп Ссеці та інші. У XVIII столітті жанр публіцистичного щоденника був збагачений творами Петроса ді Саргіса Гіланенца, Григора Басмаджяна та інших.
За останні двісті років більшість вірменських історичних текстів були опубліковані. У XIX столітті праці істориків виходили як в численних окремих виданнях, так і в серіях. У 1850-х роках К. Шахназарян у серії «Shar hay patmagrats» в Парижі видав кількох істориків. Крім цього проводилися дослідження різного характеру. Так, наприклад, у вірменістиці здавна були початі роботи з пошуку, збирання, дослідження та публікації пам'ятних записів і малих хронік. Г. Піргалемян вперше зібрав пам'ятні записи вірменських манускриптів, які, однак, були видані лише частково. У тому ж столітті вивченням пам'ятних записів займались Г. Срвандзтянц і А. Ташян. Однією з перших праць на Заході присвяченою переважно давнім вірменським джерелам став «Collection des historiens anciens et modernes de l Armenie» (т. 1-2, 1867—1869) французького сходознавця В. Ланглуа, завдяки якому європейський читач познайомився з низкою писемних пам'яток давньої Вірменії. Великий внесок у вивчення вірменських джерел в XIX столітті вніс М. Броссе, автор «Каталогу книг Ечміадзинської бібліотеки» (1840) та «Collections d historiens armeniens» (1874). Броссе переклав французькою мовою також Степаноса Орбеляна (1864) і Кіракоса Гандзакеці (1870). «Історії Вірменії» Фавстоса Бузанда і «Ашхарацуйцу» присвятив окремі дослідження Й. Маркварт. Вперше твори стародавніх вірменських істориків були представлені російській науковій спільноті вченими Н. Еміном, К. Патканяном і Г. Халатянцом. У перекладацькій діяльності особливо плідними були Емін і Патканян. Останньому належить також джерелознавче дослідження «Дослід історії династії Сасанідів за відомостями, повідомленими вірменськими письменниками» (1863). У праці «Вірменський епос в „Історії Вірменії“ Мойсея Хоренського» (1896) Халатянц проаналізував різні питання історії Хоренаці.
Ще більш інтенсивно роботи з дослідження та видання пам'яток давньовірменської історіографії були проведені в XX столітті і в сучасний період. З академічної точки зору важливим кроком став випуск з 1903 року серії «Patmagirk hayots». Він був націлений на підготовку критичних видань найважливіших середньовічних історій на основі всіх ранніх друкованих видань та рукописів, доступних фахівцям, залученим у цей проект. У радянський період у Вірменії були випущені критичні видання Корюна (1941), Єгіше (1957), Кіракоса Гандзакеці (1961), Арістакеса Ластивертці (1963), Абраама Кретаці (1973), Себеоса (1979), Мовсеса Каганкатваці (1983), Аракела Даврижеці (1990), Мовсеса Хоренаці (1991). Критичні тексти були видані і в діаспорі, в числі яких Григор Акнерці (1974) і Себастаці (1988). Після здобуття Вірменією незалежності опубліковані критичні тексти Товми Мецопеці (1999), Товми Арцруні (2006), Самуела Анеці (2011). У серії «Matenagirk Hayots» між 2003—2013 роками були опубліковані також критичні видання Гевонда, Ованеса Драсханакертці, Ованеса Маміконяна і Степаноса Таронеці. Для низки середньовічних істориків є кілька критичних публікацій, наприклад, лише у Корюна — 6. Виданням колофонів у XX столітті займалися католикос Г. Овсепян (1951) і Л. Хачикян (1950, 1955, 1958). Важливий внесок в дослідженні малих хронік зробив В. Акопян, упорядник двотомної праці «Дрібні хроніки: XIII—XVIII ст.» (1951, 1956). Була проведена робота з вивчення різних аспектів і проблем давньовірменської історичної літератури. Фахівці займалися переважно вивченням окремих істориків. Найбільш узагальнюючим дослідженням давньовірменської історіографії Санджян вважає трилогію Л. Бабаяна: «Нариси історіографії Вірменії епохи раннього феодалізму (V—VIII ст.)» (1977), «Нариси історіографії історії Вірменії епохи розвиненого феодалізму (IX—XIII ст.)» (1981), «Нариси історіографії Вірменії (XIV—XVIII ст.)» (1984). Переклади і дослідження проводилися також на Заході. У 1969 році в Гарвардському університеті був виданий «Colophons of Armenian Manuscripts, 1301—1480» з перекладом і коментарями А. Санджяна. Здійснені переклади різної якості англійською та французькою мовами, деякі з яких містять надзвичайно цінні історичні та літературні коментарі: Н. Гарсоян до «Бузандарану», Г. Вінклер до Корюна, Ж.-П. Мае до Хоренаці, Дж. Говард-Джонсона до Себеоса. Великий внесок у справу вивчення та перекладу давньовірменської історичної літератури на Заході зробив Р. Томсон (Оксфордський університет). Починаючи з 1970-х років він видав переклади низки істориків Раннього і Високого середньовіччя включно з Мовсесом Хоренаці (1976). З кінця 1990-х років публікацією істориків XVII—XVIII століть англійською мовою займався Дж. Бурнутян. Крім того, написані дослідження присвячені як окремим періодам («The Maccabees in Early Armenian Historiography» (1975) Р. Томсона, «Entre Moïse et Mahomet: réflexion sur l historiographie arménienne» (1992) Ж.-П. Мае (Університет Лаваля) та ін.) так і авторам («The new age of prophecy: the Chronicle of Matthew of Edessa and its place in Armenian historiography» (2009) Тари Л. Ендрюс (Віденський університет), «'Aristakēs Lastivertc'i and Armenian urban consciousness» (2017) Тіма Грінвуда (Сент-Ендрюського університету) тощо). Тривали переклади і дослідження російською мовою, хоча багато авторів досі залишаються не перекладеними. Переклад цілого ряду істориків здійснили М. Дарбинян-Мелікян і Л. Ханларян. На початку XX століття значний внесок у вивчення вірменських істориків зробив Н. Марр. Його «Хрещення вірмен, грузинів, абхазів і аланів святим Григорієм (арабська версія)» (1905) присвячена історії Агатангелоса. В «Історії давньовірменської літератури» (1975) М. Абегян провів глибокий і детальний аналіз праць Агатангелоса, Фавстоса Бузанда, Мовсеса Хоренаці, Єгіше, Лазара Парпеці і Себеоса.

## Наукове значення

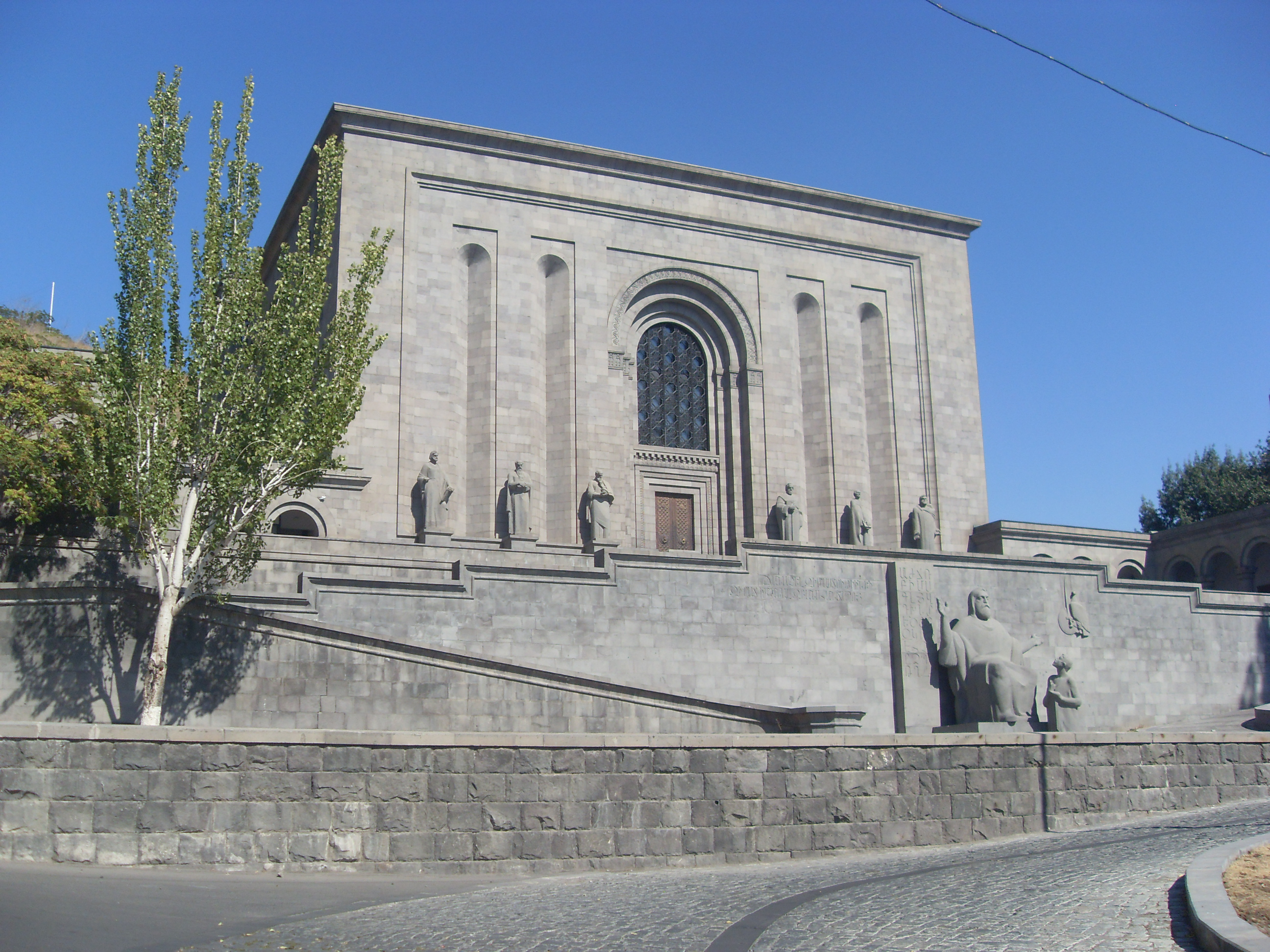
Будівля Матенадарану в Єревані

Незважаючи на те що в центрі вірменської історіографії історичні долі вірменського народу, вона має дуже важливе значення для вивчення історії сусідніх з Вірменією народів і країн — Грузії, Сирії, Візантії, Парфянської та Сасанідської Персії, Арабського халіфату і т. д.. У працях перших вірменських істориків вже фігурують такі народи і племена як алани, маскути, булгари, басили та інші. Іноді вони писали унікальні і цінні відомості також про далекі від Вірменії країни, наприклад, Польщу, Румунію, Тибет, Індію, країни Середньої Азії. М. В. Артамонов пише про великий і важливий матеріал з хазарської історії наявний у давньовірменській історіографії. А. П. Новосельцев відзначає важливість вірменських письмових джерел для вивчення проблем феодальних відносин у Закавказзі. Наголошується значення давньовірменської історіографії в роботі з реконструкції історії генеології правителів давніх держав, наприклад царства Кушанів та іранських Аршакідів. Вірменські історики Високого середньовіччя використовуються дослідниками хрестових походів, сельджуків і монголів. Визнана наукова цінність пізньосередньовічних істориків для дослідження минулого Османської держави, в них повідомляються дані, які мають цінність для історії єврейського народу. У XVIII столітті пишуться праці присвячені історії інших народів, наприклад «Історія Персії» Хачатура Джугаєці (з початку до 1779 р.) та «Історія Індії» Товмаса Ходжамаляна. З середини XX століття російською мовою видано монографії про значення вірменських історичних джерел для аналізу історії певних регіонів або епох, серед яких «Кушани, хіоніти й ефталіти за вірменськими джерелами IV—VII ст.» (1954) К. Тревер, «Вірменські джерела про монголів. Витяги з рукописів XIII—XIV ст.» (1962) А. Галстяна, «Вірменські джерела XVIII століття про Індію» (1968) Р. Абрамяна, «Вірменські джерела про Середню Азію V—VII ст.» (1979) Л. Тер-Мкртичяна.